# 東京消防庁

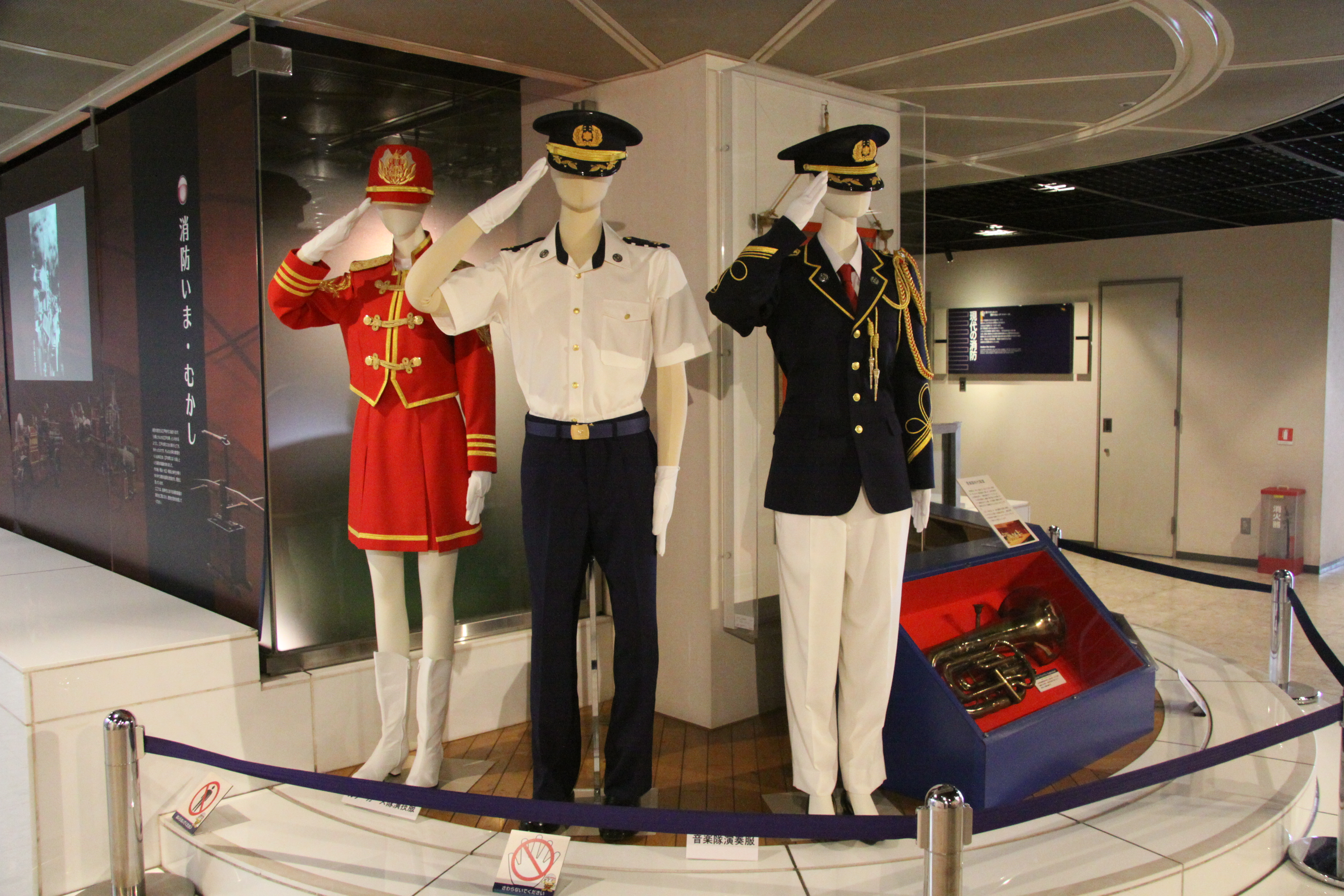
音楽隊とカラーガード隊の制服（消防博物館の展示より）

東京消防庁（とうきょうしょうぼうちょう、英語：Tokyo Fire Department、略称： TFD ）は、消防組織法第26条～第28条の規定により東京都知事が管理する消防機関（消防本部）である。
東京都内の23特別区を管轄するが、地方自治法の規定により消防の事務を共同処理するために東京都内の多摩地域29市町村から受託していることから、同庁の管轄区域は東京都内の23特別区および多摩地域29市町村である（別項を参照）。また、「東消（とうしょう）」と略されることがある。

東京消防庁旗

## 概要

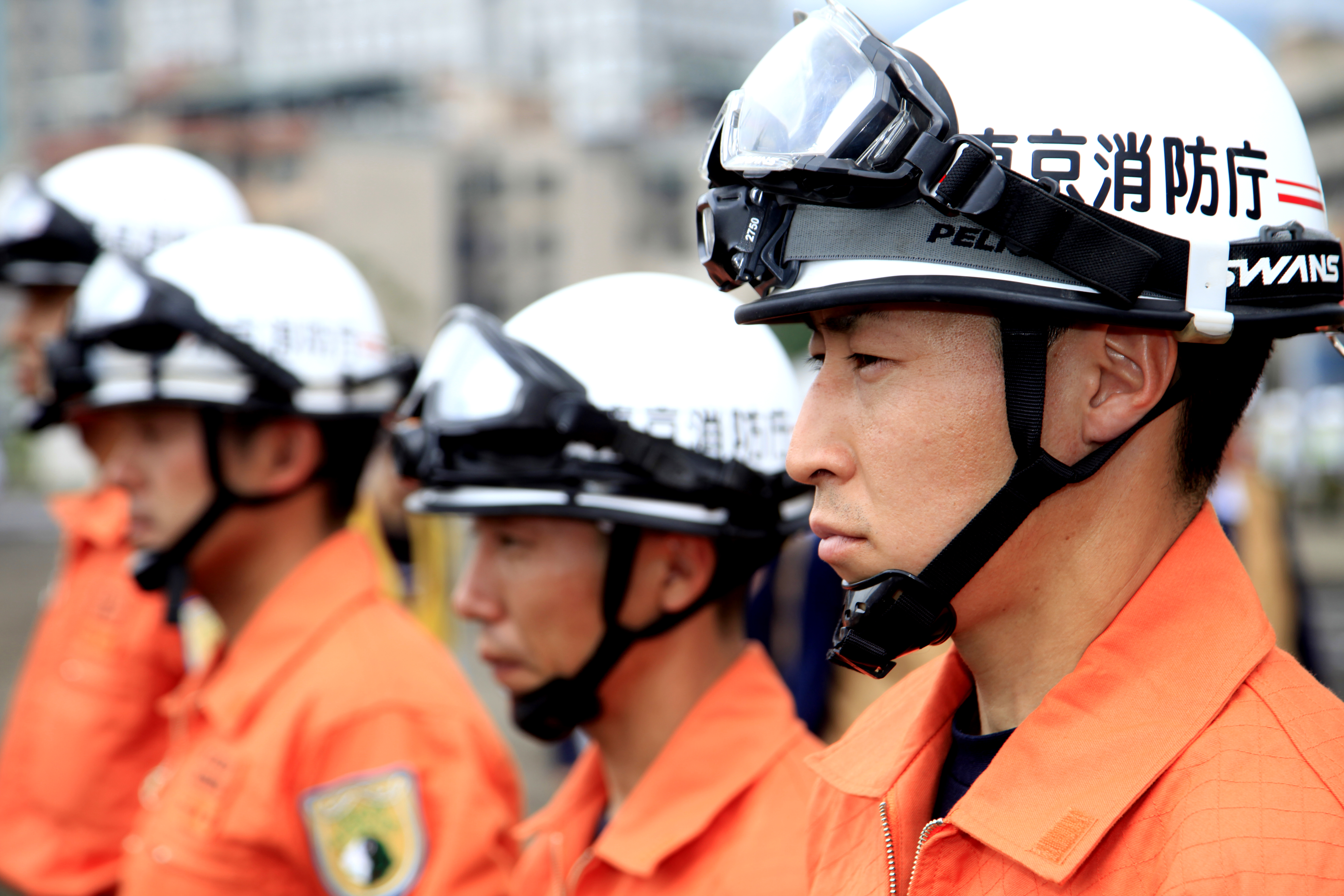
東京消防庁レスキュー隊員（2015年4月28日、台湾・台北市）

約1万8千人の消防吏員を抱えており、日本最大かつ世界最大規模の消防機関である。本部庁舎は、丸の内消防署に隣接している。

### 名称
東京消防庁は、自治体の設置する消防本部の中で唯一「消防庁」の文字を含む名称を有している。消防組織法第9条において、市町村における消防の本拠機関として「消防本部」を置く旨を定めている。
「東京消防庁」という名称は、東京都の「東京消防庁の設置等に関する条例」の第2条第2項により定められている。
「庁」の呼称は、法令用語としては、「内閣府および省の外局」、および「各都道府県庁」またはその「支庁」などという形で現れている。一方、当時の国家行政組織法などには「府・省・庁」の名称独占規定の存在は窺えないものの、昭和20年代の日本国政府や都道府県のレベルでは、行政機関の種別を表す「庁」の使用を極力定型化しようという動きもあったようである。なお現在では、地方公共団体の組織で「庁」の名称を用いているものとして、道府県の「企業庁」、教育委員会事務局としての「教育庁」なども存在しており、「庁」の使用を極力定型化しようという従来の流れは、既に過去のものとなった模様である（この「企業庁」は経済産業省の外局である中小企業庁と類似した名称を有するものの、その内実は地方公営企業体であり、中小企業庁との直接の関係は有しない）。
消防組織法に基づく原則論からすると、特別区もまた、地方自治法上の市に準ずる基礎的地方公共団体であることから（地方自治法第281条の2第2項）、その消防責任は個々の特別区が負うべきはずであるが、同法第281条の2第1項は「都は、特別区の存する区域において、特別区を包括する広域の地方公共団体として、（地方自治法）第2条第3項において市町村が処理するものとされている事務のうち、人口が高度に集中する大都市地域における行政の一体性及び統一性の確保の観点から当該区域を通じて都が一体的に処理することが必要であると認められる事務を処理するものとする」と定めている。
消防組織法第26条により、「特別区の存する区域においては、特別区が連合してその区域内における（消防組織法）第6条に規定する責任を有する」こととなっており、第27条第1項で、「特別区の消防は、都知事がこれを管理する」、第2項で「特別区の消防長は、都知事が任命する」とされ、さらに、第28条で「特別区の存する区域における消防については、特別区の存する区域を一の市とみなして、市町村の消防に関する規定を準用する」と定めている。これら地方自治法の規定と消防組織法の規定を踏まえ、特別区の存する区域の消防は、市とみなしつつ都が負うことになっている。

### 29市町村消防の受託
市町村は消防組織法第6条の原則により独自の消防責任を負担するが、多摩地域29市町村の場合「消防力の強化」を目的とした陳情がなされ現在に至る。理由として下記が挙げられる。
- 昭和23年(消防組織法施行前後)まで警視庁消防部により一括管理されていたこと。
- 単独消防組織では、消防力の有機的機能が発揮できないこと。
- 非常備市町村との消防相互応援協定が困難なこと。
- 多摩地区には、国有、都有の消防対象物が多数存在するため、市町村のみに消防責任を負わすことに不合理があること。
- 各市町村とも財政負担の増大に伴い財政難であること。
- 市町村間の人事交流が不可能なため、士気が停滞していること

前述の通り消防事務は各自治体の事務であるが、消防組織法第31条および地方自治法第252条の14による消防事務委託制度を利用することにより他自治体の消防本部に消防業務を委託することができる。
この制度を利用して多摩地域30市町村のうち、稲城市以外の29市町村は東京消防庁に消防事務を委託している。これら委託による管轄エリアは「受託（委託）区域」と呼ばれる。

### 消防事務を受託した地域
消防事務を受託した29市町村の消防本部および自治体名称（当時）は下記のとおりである。
| 消防本部                   | 市町村                             |
| -------------------------- | ---------------------------------- |
| 立川地区消防本部           | 立川市、昭島市、国立町             |
| 北多摩中央消防組合消防本部 | 国分寺町、小平町、小金井市         |
| 武蔵野地区消防組合消防本部 | 武蔵野市、三鷹市、保谷町、田無町   |
| 調布消防本部               | 調布市                             |
| 府中消防本部               | 府中市                             |
| 日野町消防本部             | 日野町                             |
| 町田市消防本部             | 町田市                             |
| 八王子市消防本部           | 八王子市                           |
| 青梅市消防本部             | 青梅市                             |
| 東村山市消防本部           | 東村山市                           |
| 福生地区消防組合消防本部   | 福生市、羽村町、瑞穂町             |
| 狛江市消防本部             | 狛江市                             |
| 北多摩西部消防組合消防本部 | 東大和市、武蔵村山市               |
| 清瀬市消防本部             | 清瀬市                             |
| 秋川地区消防組合消防本部   | 秋川市、日の出町、五日市町、檜原村 |
| 奥多摩町消防本部           | 奥多摩町                           |
| 多摩市消防本部             | 多摩市                             |
| 東久留米市消防本部         | 東久留米市                         |

### 消防事務を受託していない都内の市町村
- 多摩地域の稲城市および島嶼部の2町1村である。

このうち、消防組織法の原則通りに市町村ごとの消防本部を設置しているのは稲城市（稲城市消防本部）、伊豆諸島の大島町（大島町消防本部）、三宅村（三宅村消防本部）、八丈町（八丈町消防本部）である。
- 常設消防機関の未設置自治体は、伊豆諸島の利島村、新島村、神津島村、御蔵島村、青ヶ島村および小笠原諸島の小笠原村の5村である。

## 所在地
【本部庁舎】- 東京都千代田区大手町一丁目3番5号

【東京消防庁立川防災施設】- 東京都立川市泉町1156番地の1（立川広域防災基地内）
〔立川消防合同庁舎〕
- 所在機関
  - 警防本部多摩指令室（多摩災害救急情報センター）
  - 警防本部多摩指揮隊
  - 第八消防方面本部
  - 第八消防方面立川消防署

〔ハイパーレスキュー棟〕
- 所在機関
  - 第八消防方面本部消防救助機動部隊（8HR部隊／パイパーレスキュー）

〔装備部航空隊多摩航空センター棟〕
- 所在機関
  - 多摩航空隊・航空消防救助機動部隊（AHR／エアパイパーレスキュー）多摩分隊

〔第八消防方面訓練場〕

〔立川都民防災教育センター〕

## 沿革

### 変遷

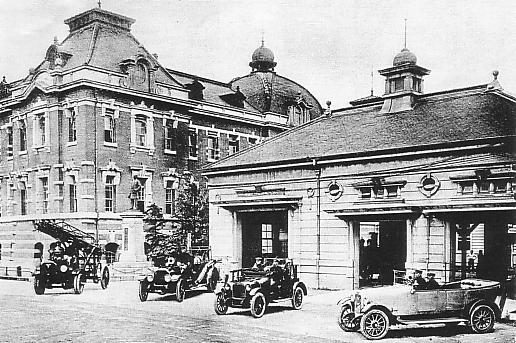
警視庁消防部庁舎（大正時代）

現在の「東京消防庁」に相当する組織は、1948年（昭和23年）3月7日に、それまで母体であった警視庁消防部から分離独立したが、その段階では「東京消防本部等の設置に関する条例」に基づき、「東京消防本部」と称していた。ところで、同じ時期に警察制度の抜本的改正があり、旧警視庁は自治体警察を設けない地域を管轄区域とする国家地方警察東京都本部と、旧東京市の区域を管轄する自治体警察である警視庁 (旧警察法)、八王子市警察などの市町村自治体警察に解体された。
敗戦下の当時の日本を間接統治していたＧＨＱ（連合国軍最高司令官総司令部）は、消防と警察の職責はともに重要であり、双方ともに同等の関係でなければならないという理念に基づき、東京都・警視庁・東京消防本部の三機関に対し、東京の消防本部の名称とその長の職名を、警視庁・警視総監という名称・職名と同じように、その職責にふさわしいものにすべきであるという内容の指導をした。さらにこの意見はＧＨＱとしての発言である旨を補足し、消防の組織およびその長の名称は、警察と同一にすることが民主的であると強調した。 
これに対して旧来の見地から一部反対意見はあったものの（日本の民主化はポツダム宣言第10項および第12項に基づく最重要案件であることから）、ＧＨＱは反対意見を説得力に欠けると判断し、東京都は再度自主的にＧＨＱの意向をくんだ方向で検討し、「東京消防本部等の設置に関する条例」を「東京消防庁の設置等に関する条例」と名称変更するとともに所要の改正をなし、1948年（昭和23年）5月1日にこれを施行した。この条例の施行に伴い、名称は「東京消防本部」から「東京消防庁」となり、同時に消防本部長の職名も警視庁の警視総監にならって「消防総監」となったとされている。

### 年表

#### 前身・警視庁時代
- 1880年（明治13年）6月1日：内務省警視局に初の公設消防たる内務省警視局消防本部を設立（東京消防庁の前身）[9]。
- 1881年（明治14年）1月14日：警視庁の設置に伴い、所属が変わると共に改称され警視庁消防本署となる。
- 1891年（明治24年）4月1日：警視庁消防署と改称。
- 1906年（明治39年）4月17日：警視庁消防本部と改称。
- 1913年（大正2年）6月13日：警視庁消防部と改称。
- 1923年（大正12年）9月1日：関東大震災発生。
- 1933年（昭和8年）：前年に起きた白木屋火災を教訓に、特別救助隊の先祖である「専任救助隊」を編成、神田消防署に置く。
- 1936年（昭和11年）1月20日：救急業務開始。

#### 特別区自治体消防時代
- 1948年（昭和23年）
  - 3月7日：消防組織法の施行に伴い東京消防本部が発足。
    - 内務省警視庁の廃止に伴う警視庁消防部の後身としての役割も有するが、東京都全域が管轄の警視庁消防部と異なり自治体消防として東京都区部のみを管轄する。

  - 5月1日：東京消防庁に改称。
- 1949年（昭和24年）3月31日：東京消防庁に指令室（現在の災害救急情報センター）を設置[10]。
- 1953年（昭和28年）3月3日：消防地区隊及び各消防署の予防事務所が廃止され、新たに7つの消防方面本部を設置[10]。
- 1955年（昭和30年）：聖母の園養老院火災を契機として再び、人命救助の必要を認識したために専任救助隊制度を再度運用を開始した。
- 1959年（昭和34年）3月7日：東京消防庁本部庁舎（千代田区永田町）が落成[11]。
- 1960年（昭和35年）4月1日：本来の管轄区域外である16市町から消防事務を受託。
  - これに伴い立川地区消防本部、北多摩中央消防組合、武蔵野地区消防組合、調布消防本部、府中消防本部、日野町消防本部、町田市消防本部、八王子市消防本部、青梅市消防本部が合流。
- 1961年（昭和36年）4月1日：東京消防庁第八消防方面本部を設置。
- 1964年（昭和39年）7月14日：品川勝島倉庫爆発火災で消防職員18人・消防団員1人が殉職。
- 1966年（昭和41年）4月1日：東京消防庁航空隊を設置[12]。
- 1969年（昭和44年）8月1日：麹町消防署永田町出張所に特別救助隊（通称：レスキュー隊、愛称：東京レスキュー）を設置し運用開始[13]。
- 1970年（昭和45年）4月1日：本来の管轄区域外である東村山市の常備消防事務を受託する。東村山市消防本部が合流。
- 1973年（昭和48年）4月1日：本来の管轄区域外である3市町の消防事務を受託する。これに伴い福生地区消防組合が合流。
- 1974年（昭和49年）
  - 4月1日：本来の管轄区域外である8市町村の消防事務を受託。
    - これに伴い狛江市消防本部、北多摩西部消防組合、清瀬市消防本部、秋川地区消防組合、奥多摩町消防本部が合流。

  - 10月23日：水難救助隊を設置[14]。
- 1975年（昭和50年）8月1日：本来の管轄区域外である多摩市の常備消防事務を受託する。これに伴い多摩市消防本部が合流。
- 1976年（昭和51年）
  - 1月11日：東京消防庁本部新庁舎（千代田区大手町）が落成[15]。
  - 4月30日：災害救急情報センターを設置[15]。
- 1982年（昭和57年）2月8日未明：ホテルニュージャパン火災に麾下全部隊が出場。翌9日には日航羽田沖墜落事故に出場。
- 1986年（昭和61年）8月22日：カメルーン共和国有毒ガスの噴出に全国で初めて国際消防救助隊を派遣。同年10月にもエルサルバドル地震災害へ国際消防救助隊として特別救助隊を派遣し生存者2人を救出。
- 1990年（平成2年）8月1日：東京消防庁第九消防方面本部を設置。
- 1993年（平成5年）7月12日：北海道南西沖地震に特別救助隊と水難救助隊を派遣。
- 1995年（平成7年）
  - 1月17日：阪神・淡路大震災に特別救助隊を派遣。
  - 3月20日：地下鉄サリン事件に出場。
- 1996年（平成8年）
  - 12月6日：長野県小谷村蒲原沢土石流災害に東京消防庁緊急消防援助隊が初めて派遣（緊急消防援助隊の全国初の派遣である）。
  - 12月17日：第二消防方面本部[16]及び第八消防方面本部[17]に消防救助機動部隊（通称ハイパーレスキュー、2HR・8HR）を創設[18]。
- 1997年（平成9年）
  - 航空隊がインドネシア森林火災に名古屋市消防局と共に国際消防救助隊として初の消防防災ヘリコプターの派遣を行う。
- 1999年（平成11年）
  - 8月：トルコ共和国地震に国際消防救助隊が派遣され生存者1人を救出。
  - 9月21日：台湾地震災害に国際消防救助隊を派遣。
- 2000年（平成12年）
  - 3月8日：営団日比谷線中目黒駅構内列車脱線衝突事故に出場。
  - 4月：北海道有珠山噴火災害に東京消防庁緊急消防援助隊を派遣。
  - 6月：東京都三宅島火山活動に消防救助機動部隊等を派遣。
- 2001年（平成13年）
  - 9月1日：歌舞伎町ビル火災に出場。
  - 12月1日：東京消防庁第十消防方面本部を設置。
- 2002年（平成14年）4月1日：第三消防方面本部に消防救助機動部隊（ハイパーレスキュー：3HR）を設置。
- 2003年（平成15年）
  - 5月：アルジェリア民主人民共和国地震に国際消防救助隊を派遣（生存者1人を救出)。
  - 9月：栃木県黒磯市タイヤ工場火災に緊急消防援助隊を派遣。
  - 10月：北海道十勝沖地震およびそれに伴う苫小牧市石油タンク火災に緊急消防援助隊を派遣。
- 2004年（平成16年）
  - 7月13日：平成16年7月新潟・福島豪雨に緊急消防援助隊を派遣。
  - 10月27日：新潟県中越地震に緊急消防援助隊として出場した東京消防庁の消防救助機動部隊（ハイパーレスキュー）が、長岡の土砂崩れ現場にて92時間後ぶりに男児を救出[19]。
  - 12月1日：特別消火中隊運用開始
  - 12月26日：スマトラ島沖地震に国際消防救助隊を派遣。
- 2005年（平成17年）10月：パキスタン地震に国際消防救助隊を派遣。
- 2007年（平成19年)
  - 4月25日：第6消防方面本部に消防救助機動部隊（ハイパーレスキュー：6HR）を設置[20]。
  - 6月1日：救急相談センターの運用開始。
  - 6月19日：渋谷温泉施設爆発事故に出場。
- 2008年（平成20年）
  - 3月31日:東京都消防広域化推進計画により稲城市および東久留米市の常備消防業務を、2012年（平成24年）度末までに受託する事を促進する計画を立案。
  - 5月16日：中国四川大地震に国際消防救助隊を派遣。
  - 6月8日：秋葉原無差別殺傷事件に出場。
  - 6月14日：岩手・宮城内陸地震に緊急消防援助隊を派遣。
- 2009年（平成21年）10月：スマトラ島沖地震災害に国際消防救助隊を派遣。
- 2010年（平成22年）4月1日：消防広域化推進計画に基づき、東久留米市の常備消防事務を受託。東久留米市消防本部が合流。
- 2011年（平成23年）
  - 2月24日：カンタベリー地震 (2011年2月)（クライストチャーチ）に国際消防救助隊を派遣。
  - 3月11日：東北地方太平洋沖地震発生に伴う東日本大震災を受け、消防救助機動部隊を始めとする緊急消防援助隊東京都隊を気仙沼などに派遣[21]。計3147人の隊員が約380人の被災者を救出した[22]。
  - 3月19日：福島第一原子力発電所事故を受け、消防救助機動部隊が出場し、原発の炉心溶融（メルトダウン）を防ぐため、冷却機能が失われた使用済み核燃料プールへの放水（注水）活動を行った[23]。
- 2013年（平成25年）
  - 3月30日：東日本大震災の教訓から、第九消防方面本部に震災対応やNBC災害対応が可能な消防救助機動部隊（ハイパーレスキュー：9HR）を設置[24]。消防救助機動部隊が5隊体制となる[25][26]。
  - 10月16日：平成25年台風第26号で被害の大きい伊豆大島へ救助隊を派遣。
- 2014年（平成26年）
  - 2月10日：2012年、2013年に消防学校で行われた研修で研修生3人が軽傷を負う暴行に関与したとして10人の職員を懲戒処分[27]。
  - 4月25日：ネパール地震に国際消防救助隊を派遣。
  - 9月27日：長野県・岐阜県の県境で御岳山噴火災害が発生し、緊急消防援助隊を派遣した。
  - 11月:長野県神城断層地震に緊急消防援助隊を派遣した。
- 2015年（平成27年）9月11日：平成27年台風第18号に伴う平成27年9月関東・東北豪雨災害に対して茨城県常総市に緊急消防援助隊を派遣した。
- 2016年（平成28年）
  - 1月6日：航空隊に航空消防救助機動部隊（通称：エアハイパーレスキュー）が発隊する[28]。
  - 6月17日：本部直属の救急隊、救急機動部隊（通称：Mobility Ambulance Unit）が発隊する[29]。
- 2017年（平成29年）12月3日：東日本大震災の教訓を踏まえて建設した訓練施設「南多摩総合防災施設」（八王子市の第九消防方面本部消防救助機動部隊敷地内）を公開[30]。
- 2018年（平成30年）9月6日：北海道胆振東部地震発生による緊急消防援助隊の出場要請を受け、先遣隊の航空消防救助機動部隊（エアハイパーレスキュー）に加え、陸上部隊として消防救助機動部隊（ハイパーレスキュー）を含む合計26隊100人を東京都隊として北海道の厚真町に派遣した。
- 2019年（平成31年）4月20日：東京オリンピック・パラリンピックに向け、「統合機動部隊」の運用開始式を行った。テロや大規模災害時に管内の消防車両を現地で指揮し、負傷者の救助にあたる[31]。
- 2020年（令和2年）4月18日：近年多発する自然災害に対応するために「即応対処部隊」の運用を開始。
- 2023年（令和5年）4月1日：令和5年4月に地域特性を考慮した消防救助機動部隊の再編成に伴い、NBC部隊が第九消防方面本部から第八消防方面本部へ配置換え[32]。
- 2024年（令和6年）10月29日：東京都西部の多摩地域の災害対策を強化するため、「多摩指揮隊」（立川市）を新設し運用を開始[33]。

### もうひとつの「消防庁」
- 「東京消防庁」のほかに「消防庁」を称する機関として、国家行政組織である「消防庁」がある[34]。消防庁は総務省の外局として設置されており、「総務省消防庁」と呼ばれたり「国消」とも略称されることがある。これは消防組織法の施行（1948年3月7日）により「国家消防庁」が国家公安委員会の外局として誕生したことに由来する。「国家消防庁」は1952年8月に「国家消防本部」に改組され、1960年に国家公安委員会から旧自治省に移管され「自治省消防庁」となった。2001年1月の中央省庁再編により総務省の外局として「総務省消防庁」となり、今日に至っている。これに対して「東京消防庁」は「東消」（とうしょう）と略称されている。

また、かつては東京都以外の一部自治体の消防本部も「消防庁」の文字を含む名称を使用していた時期があり、大阪府に「大阪消防庁」が存在していたともいわれている。しかしながら、大阪市および大阪市消防局のホームページ上には、その存在を裏付けられる記述は見当たらない。その一方、「大阪消防庁」の名称が記録されている公の記録として第104回国会　予算委員会第2分科会第1号議事録（国立国会図書館・国会会議録検索システム）が存在していることもあり、大阪消防庁の存在について積極的に肯定できる根拠もないが、その反面、単純に否定することもできない。

## 組織

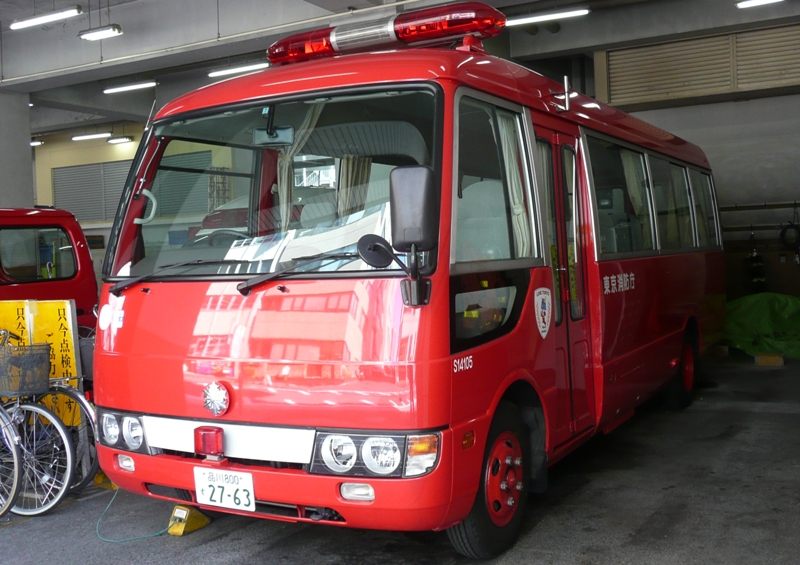
災害対応多目的車
三菱ふそう・ローザ
（東京消防庁京橋消防署所属）

消防機関として世界最大の規模であり、消防総監以下約1万8千人の職員を抱えており、地域住民を中心に構成された消防団員（非常勤）26,000人（23区16,000人）を指揮する立場にある。職員の身分は東京都の公安職地方公務員である。また下部機関としては警視庁同様に第1〜10各方面に方面本部を設置し、その管轄下にある特別区および受託市町村に設置されている消防署（81署、2015年（平成27年）5月現在）に対して指揮・統括を行う。
他の消防本部と異なり、本部直轄の「中央消防署」は置かれていない。
なお、特別区の存する区域においては、特別区の連合体としての東京都が第一次的な消防責任を負い、消防団についても同様に東京都が所掌の権限を有する。そのため、東京消防庁の消防署のうち、この区域内に存するものについては、東京都規則（特別区の消防団の組織等に関する規則）に基づき、地域の消防団本部を兼ねており、消防団に関する事務も所掌している。
東京都の特別区の存する区域（東京都区部）以外の区域では各市町村が消防責任を負うが、多くの市町村は東京都区部の消防本部たる東京消防庁に消防事務を委託しており、そのため東京消防庁の管轄は本来の管轄範囲を大きく超えるものとなっている（第8・第9消防方面本部の管轄区域が、消防事務の受託区域に該当する）。現状では、東京消防庁本来の管轄区域たる東京都区部（東京23区）のほかに多摩地区の稲城市、島嶼部の大島町、八丈町、三宅村のみが消防事務を委託せず独自に執行している（例：稲城市消防本部）。
119番通報は、東京23区特別区からのものは千代田区大手町にある本部庁舎内の総合指令室「災害救急情報センター」が、多摩地区からのものは立川市にある多摩指令室が受ける（特別区と多摩地区の境界付近では上記のようにならない場合もあるが、受信後の対応はどちらでも同じである）。
本部の内部構造は下記のとおり。
- 消防総監―次長
- 総務部―総務課、経理契約課、施設課、情報通信課
- 人事部―人事課、服務監察課、職員課、厚生課
- 企画調整部―企画課、財務課、広報課
- 安全推進部―安全推進課、安全技術課
- 警防部―警防課、救助課、特殊災害課、総合指令室（災害救急情報センター）・多摩指令室（共に119番担当）　ポンプ隊と特別救助隊を統括する。
- 救急部―救急管理課、救急指導課（救命講習担当）、救急医務課　救急隊を統括する。
- 防災部―防災安全課、震災対策課、水利課、消防団課
- 予防部―予防課、危険物課、査察課、調査課（原因調査）、防火管理課
- 装備部―装備課・装備工場（消防車整備）、航空隊（消防ヘリコプター管理運用）

この他に消防学校と「消防技術安全所」がある。

### 消防総監
消防本部の長である消防長は、東京消防庁の場合消防吏員として最高位の階級である消防総監（階級名であると同時に職名でもある）がその任にあたる。詳しくは消防総監を参照

### 階級
東京消防庁の階級は10あり、次の通りとなっている。()内：事務上の役職 ［］内：活動上の主な役職
- 消防総監（消防組織法による消防長）
- 消防司監（本庁部長）
- 消防正監（消防学校長・消防技術安全所長・方面本部長）
- 消防監（本庁課長・消防学校副校長・消防署長）［署隊長・指揮隊長］
- 消防司令長（本庁課長・方面副本部長・消防署課長・分署長）［署隊副隊長・部隊総括隊長］
- 消防司令（課長補佐・係長・出張所長）［大隊長・部隊長］
- 消防司令補（担当係長・統括・主任）［中隊長・小隊長］
- 消防士長（副主任）［小隊長・小隊員・機関員］
- 消防副士長（係員）［小隊員・機関員］
- 消防士（係員）［小隊員・機関員］

## 部隊

### ポンプ隊

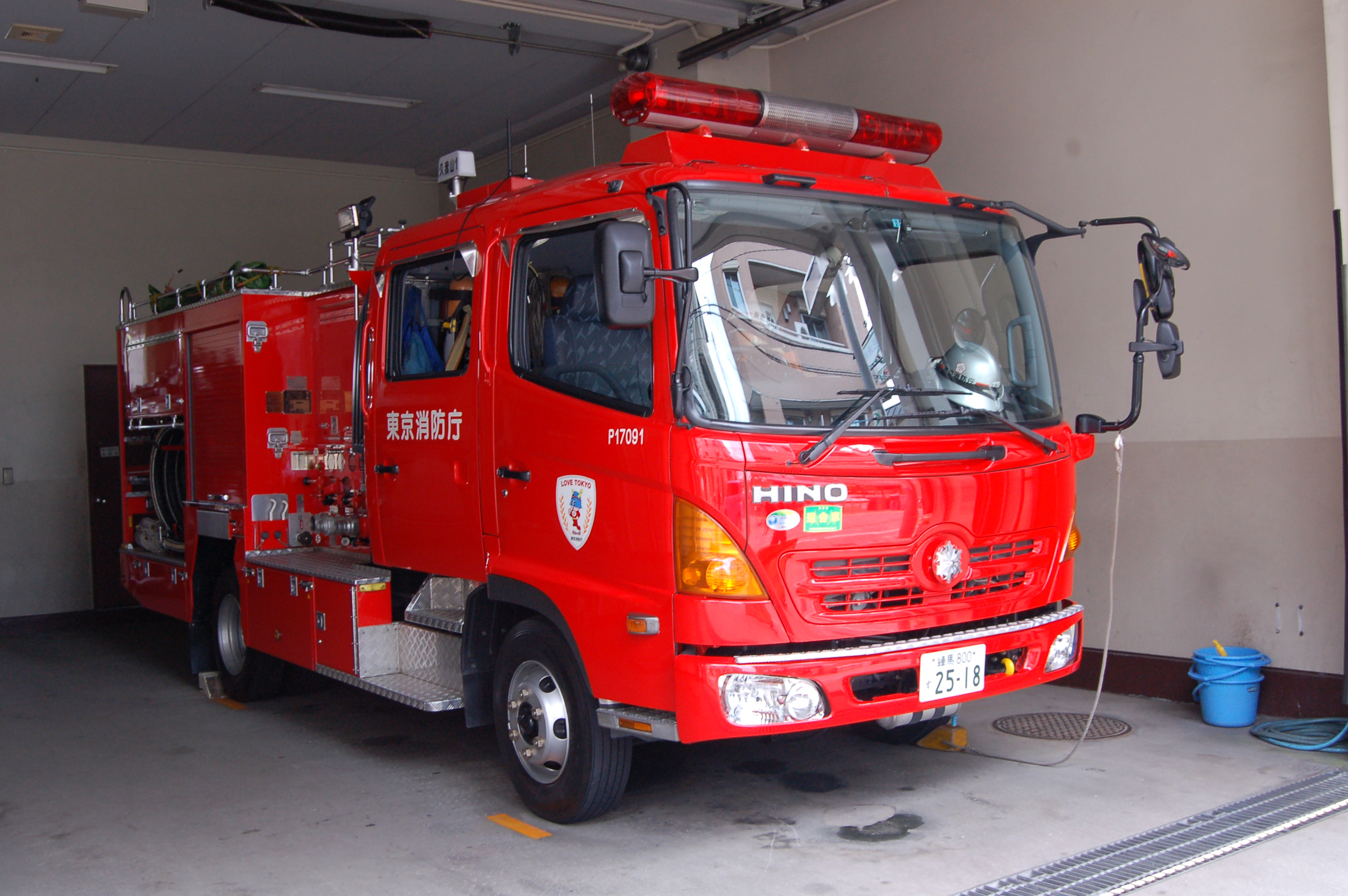
荻窪消防署久我山出張所久我山1

全ての消防署・消防出張所に配置されている、一般にいわれている消防車で消火活動に当たる隊である。通常、2台一組の中隊として活動し、車両1台に隊長（消防司令補又は消防士長）以下4 - 5名の1個小隊が乗車する（車両1台のみ配置の署所もあり、この場合は別の署所から1個小隊が同時に出動してドッキング、中隊になる）。時期によっては、救急逼迫等により小隊長が他隊へコンバートされるため、はしご小隊長等が代わりに隊長を務める場合もある。
普通消防ポンプ車と呼ばれるものの他、化学車・水槽付・はしご付などの車両がある。
活動内容は、消火活動の他にも、救助や危険排除、救急活動などと幅広い。

### 特別救助隊

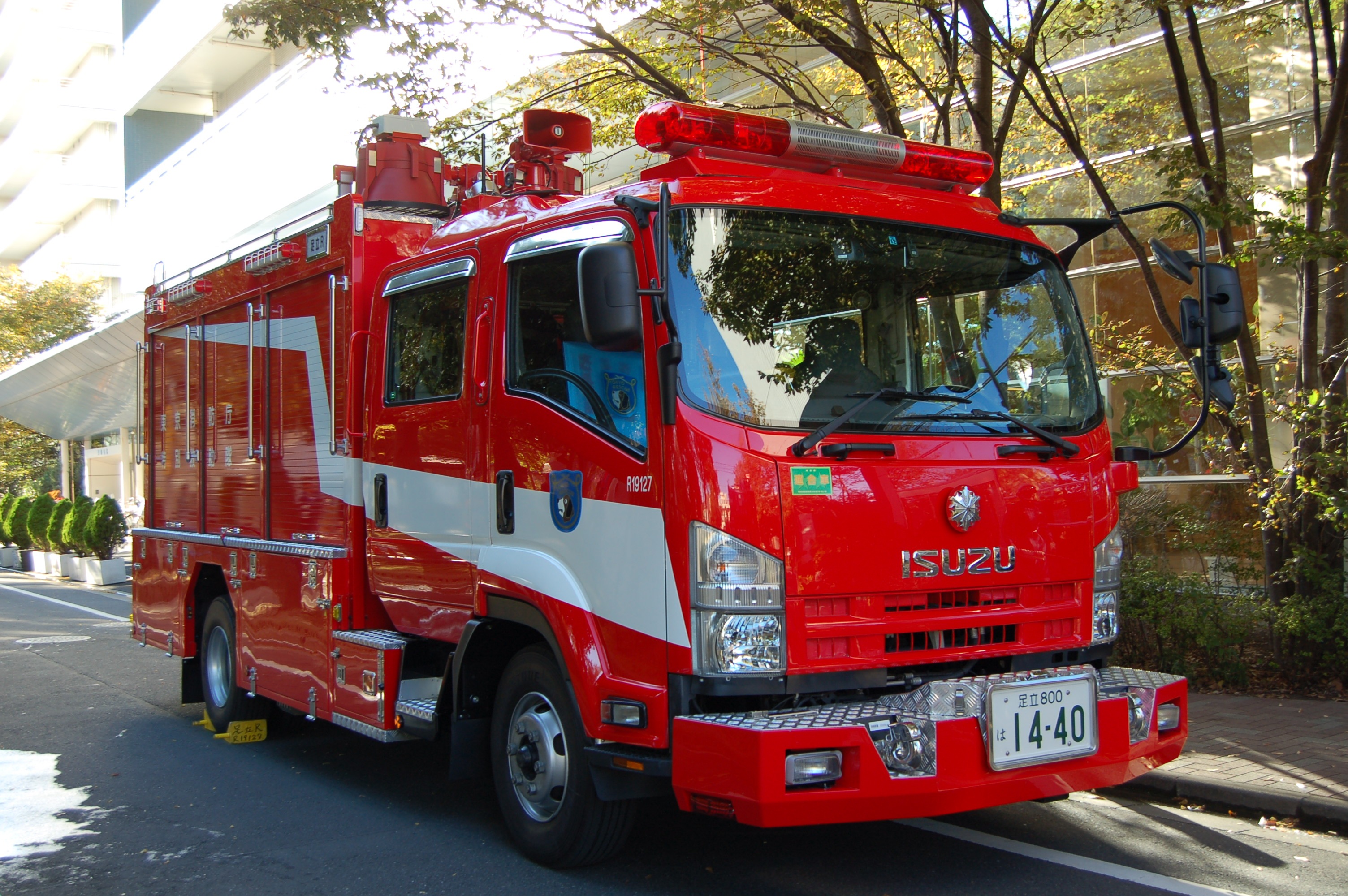
足立消防署足立救助

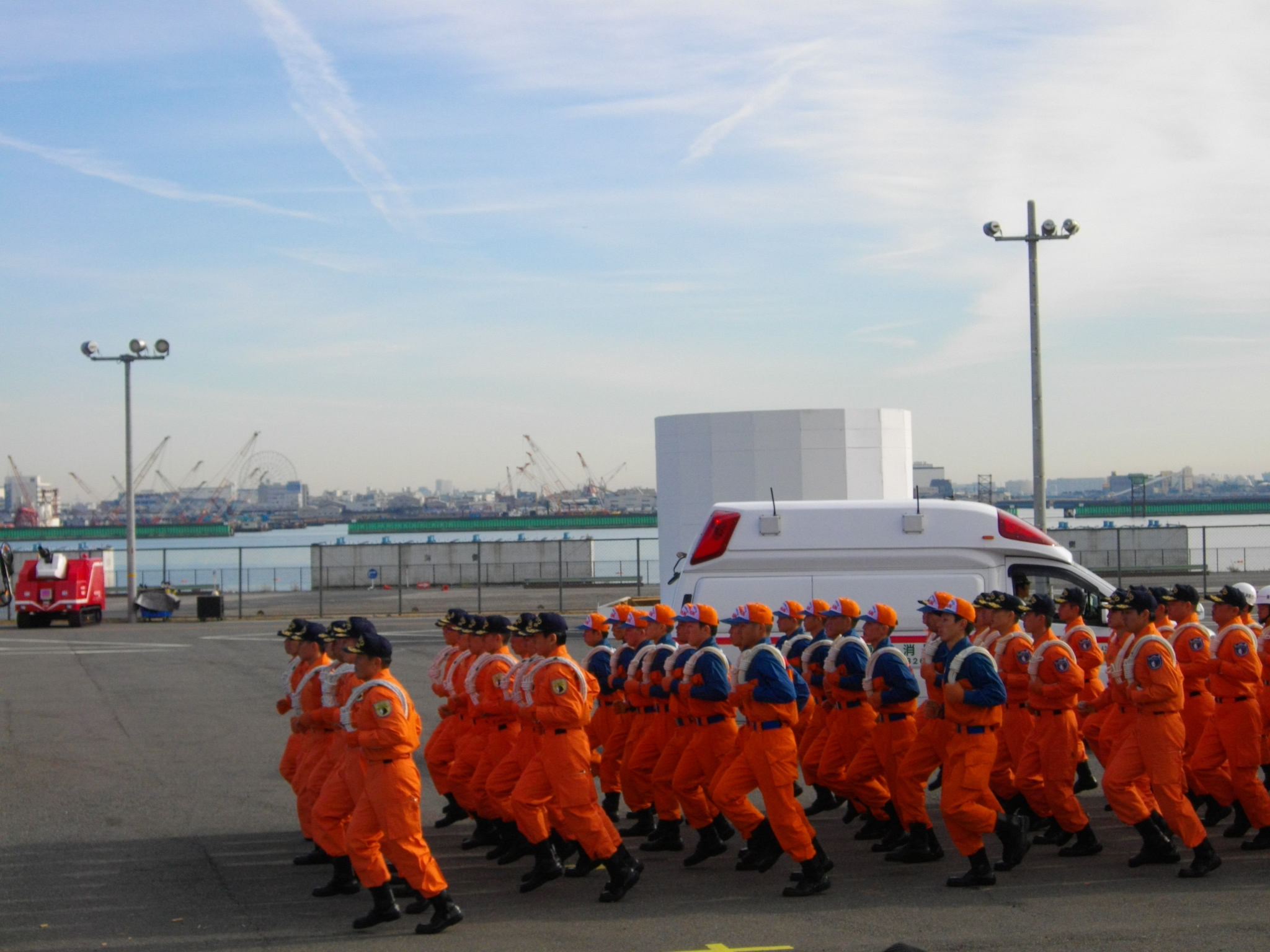
先頭が消防救助機動部隊、真中が国際消防救助隊、最後尾が特別救助隊

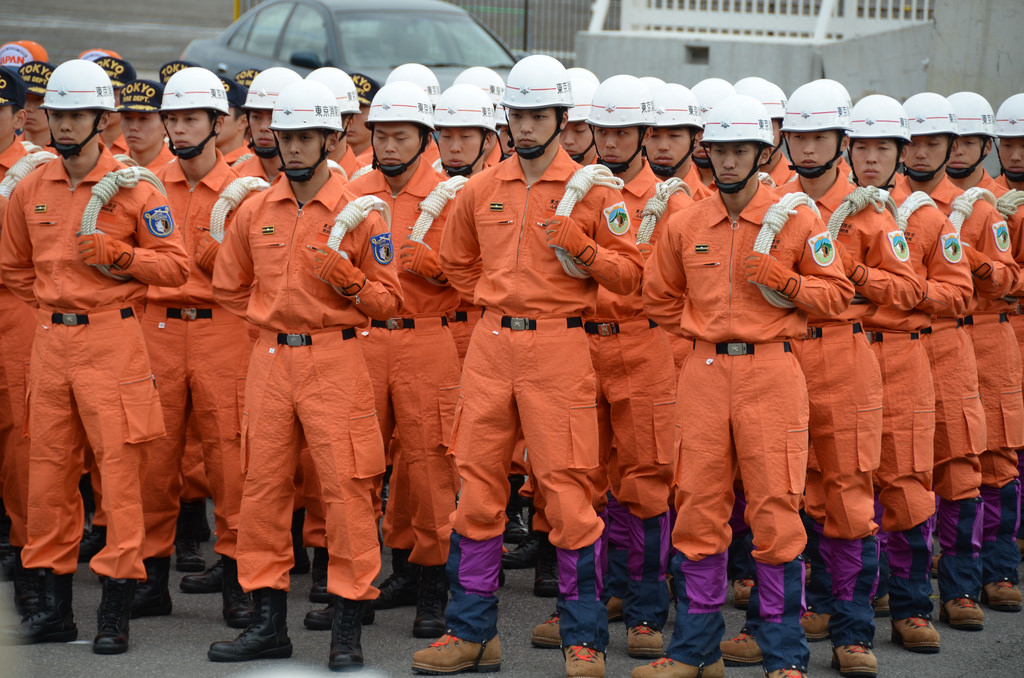
青ワッペンが特別救助隊、白いワッペンが山岳救助隊

特別救助隊（通称：レスキュー隊、愛称：東京レスキュー）は救助資機材を装備した救助車（東京消防庁では救助工作車ではなく救助車と呼ぶ）に搭乗し災害時の人命救助を専門とする部隊。専門研修を修了した体力・技術に突出した隊員で構成される。
1969年（昭和44年）に麹町消防署永田町出張所に設置され、2020年現在は都内に23隊の特別救助隊が設置されている。
オレンジ色の制服の左肩と救助車に、ホースと筒先で囲まれたセント・バーナード犬のバリー号（スイスで災害救助犬として活躍した）が描かれた青色の紋章を付けているのが東京消防庁の特徴。
第一方面
- 麹町消防署
  - 永田町特別救助隊（第11消防特別救助隊)
- 芝消防署
  - 芝特別救助隊（第12消防特別救助隊)

第二方面
- 蒲田消防署
  - 空港特別救助隊  （第21消防特別救助隊）

第三方面
- 目黒消防署
  - 目黒特別救助隊 （第31消防特別救助隊）
- 世田谷消防署
  - 世田谷特別救助隊  （第33消防特別救助隊）

第四方面
- 新宿消防署
  - 新宿特別救助隊 （第41消防特別救助隊）

(昭和50年4月1日に淀橋特別救助隊（第41消防特別救助隊）から隊名変更）
- 杉並消防署
  - 杉並特別救助隊 （第43消防特別救助隊）

第五方面
- 豊島消防署
  - 豊島特別救助隊 （第52消防特別救助隊）

第六方面
- 足立消防署
  - 足立特別救助隊（第61消防特別救助隊)

（昭和51年3月1日に西新井特別救助隊（第61消防特別救助隊）から隊名変更）
- 上野消防署
  - 上野特別救助隊 （第62消防特別救助隊）

第七方面
- 城東消防署
  - 城東特別救助隊  （第71消防特別救助隊)
- 江戸川消防署
  - 江戸川特別救助隊 （第73消防特別救助隊)
- 深川消防署
  - 深川特別救助隊 （第74消防特別救助隊)

第八方面
- 武蔵野消防署
  - 武蔵野特別救助隊（第82消防特別救助隊）
- 東久留米消防署
  - 東久留米特別救助隊（第83消防特別救助隊）
- 府中消防署
  - 朝日特別救助隊（第84消防特別救助隊）

（平成28年12月13日に府中特別救助隊（第84消防特別救助隊）から配置転換）
第九方面
- 八王子消防署
  - 八王子特別救助隊（第91消防特別救助隊）（山岳救助隊兼務）
- 町田消防署
  - 町田特別救助隊 （第92消防特別救助隊）
- 青梅消防署
  - 青梅特別救助隊（第93消防特別救助隊）

（山岳救助隊兼務） 
- 多摩消防署
  - 多摩特別救助隊 （第94消防特別救助隊）

第十方面
- 板橋消防署
  - 板橋特別救助隊（第51消防特別救助隊）
- 練馬消防署
  - 練馬特別救助隊（第53消防特別救助隊）
- 石神井消防署
  - 石神井特別救助隊 （第54消防特別救助隊）

1隊はそれぞれ3個小隊。3部交代制の勤務に就いている。1個小隊の人数は、隊長（消防司令補）以下5〜6人。

### 特別救助隊（過去）
第二方面
- 品川消防署
  - 品川特別救助隊（第22消防特別救助隊）

（第二消防方面本部消防救助機動部隊発足に伴い平成8年11月運用廃止）
第三方面
- 渋谷消防署
  - 松濤特別救助隊（第32消防特別救助隊）

（平成元年4月、署の配置転換に伴い渋谷特別救助隊（第32消防特別救助隊）に隊名変更。第三消防方面本部消防救助機動部隊発足に伴い平成14年3月運用廃止）
第四方面
- 野方消防署
  - 大和特別救助隊（第42消防特別救助隊）

（昭和54年10月、品川消防署への配置転換に伴い運用廃止）　
- 淀橋消防署
  - 淀橋特別救助隊（第41消防特別救助隊）

（昭和50年4月1日、署名変更に伴い新宿特別救助隊（第41消防特別救助隊）に隊名変更）
第六方面
- 西新井消防署
  - 西新井特別救助隊（第61消防特別救助隊）（昭和51年3月1日、署名変更に伴い足立特別救助隊（第61消防特別救助隊）に隊名変更）

第七方面
- 本田消防署
  - 本田特別救助隊（第72消防特別救助隊）

（令和2年4月、即応対処部隊に配置転換され運用廃止）
第八方面
- 立川消防署
  - 錦町特別救助隊（第81消防特別救助隊）

（昭和55年7月、署の配置転換に伴い立川特別救助隊（第81消防特別救助隊）に隊名変更。第八消防方面本部消防救助機動部隊発足に伴い平成8年11月運用廃止）
- 府中消防署
  - 府中特別救助隊（第84消防特別救助隊）

（平成28年12月13日、署の移転に伴い朝日特別救助隊（第84消防特別救助隊）に隊名変更）

### 救急隊

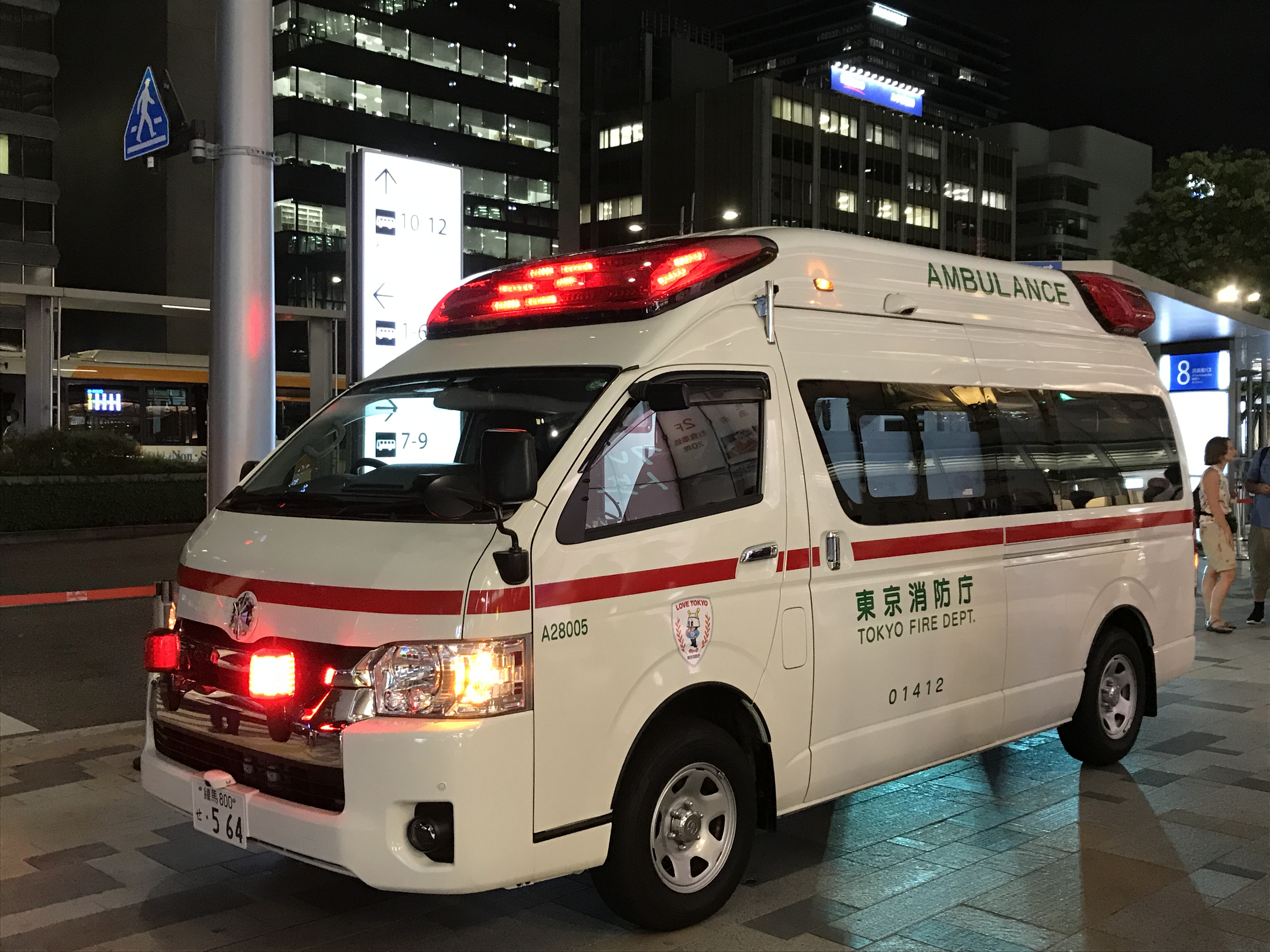
救急機動部隊の高規格救急車

東京消防庁では2020年4月現在、267隊配置されており、1個隊は隊員1〜2人・隊長・機関員の、3人もしくは4人編成である。全ての救急隊において、最低1人救急救命士が乗車する「高規格救急車」で運用されている（一部の隊では、気管挿管や薬剤（アドレナリン）投与に関する講習を修了した救急救命士が乗車しており、今後全ての隊に配置する予定である）。出動回数の増加により2000年4月から救急車が現場にすぐに急行できない場合や救急隊のみでは搬出などが困難な場合に対応するためにポンプ車が現場に先行したり同時に出動するPA連携（Pumper&Ambulance）を行っている。
救急機動部隊

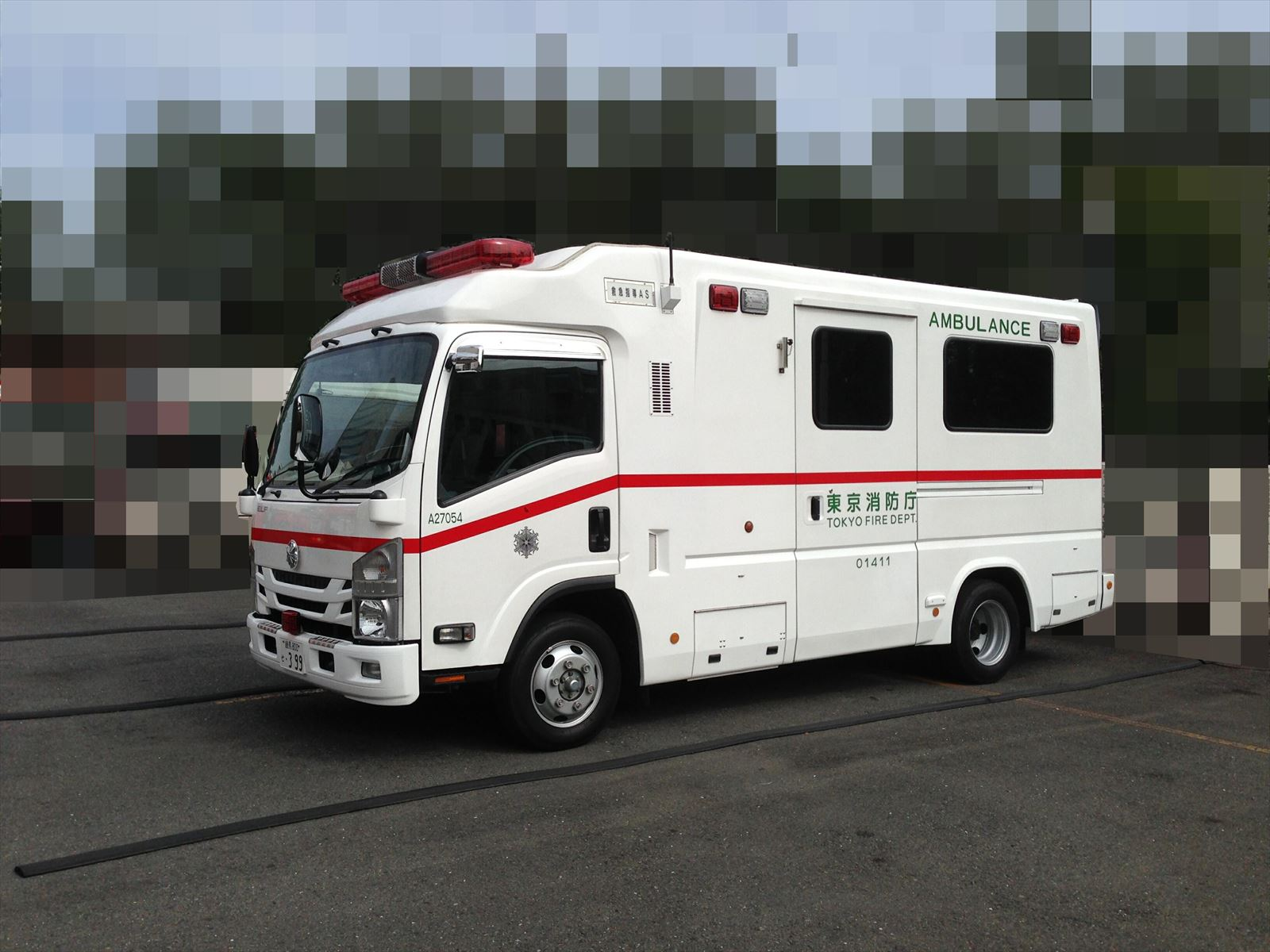
救急機動部隊の特殊救急車
（高規格救急車）

2016年6月17日に発足した本部直轄の救急隊。時間帯等によって変化する救急需要に合わせて日中帯は観光客による救急要請が多い東京駅付近運用、夜間帯は繁華街からの救急要請が多い新宿付近に移動し運用することで現場到着時間の短縮を図る部隊。NBC災害や感染症、多数傷病者、多言語（外国人旅行者）にも対応する。
特殊救急車には感染症に対応するための陰圧機能や重体重対応のストレッチャーと防振架台を配備している。
救急機動部隊では、『本部機動第一救急隊』の特殊救急車（高規格救急車）と『本部機動第二救急隊』の高規格救急車で運用されている。
英語対応救急隊の創設
東京2020大会を見据え、増加が予想される外国人の救急事案にに対応するため、2014年（平成26年）4月から管内の8署・13隊を「英語対応救急隊」として運用を開始した。2016年（平成28年）にはさらに6署23隊を指定。2018年（平成30年）現在、14の署、36隊で運用している。救急活動に必要である専門的英語能力や、接遇技術を備えた隊員により、適切かつ迅速な救急活動を実施している。

### 特別消火中隊 (A-one Fire unit)

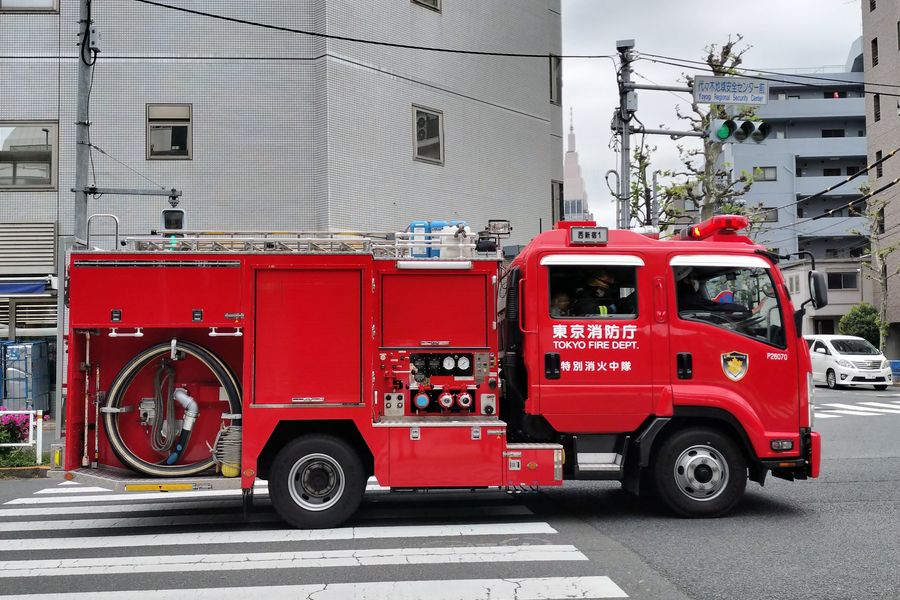
新宿消防署西新宿出張所の西新宿1（ホースカー搭載）

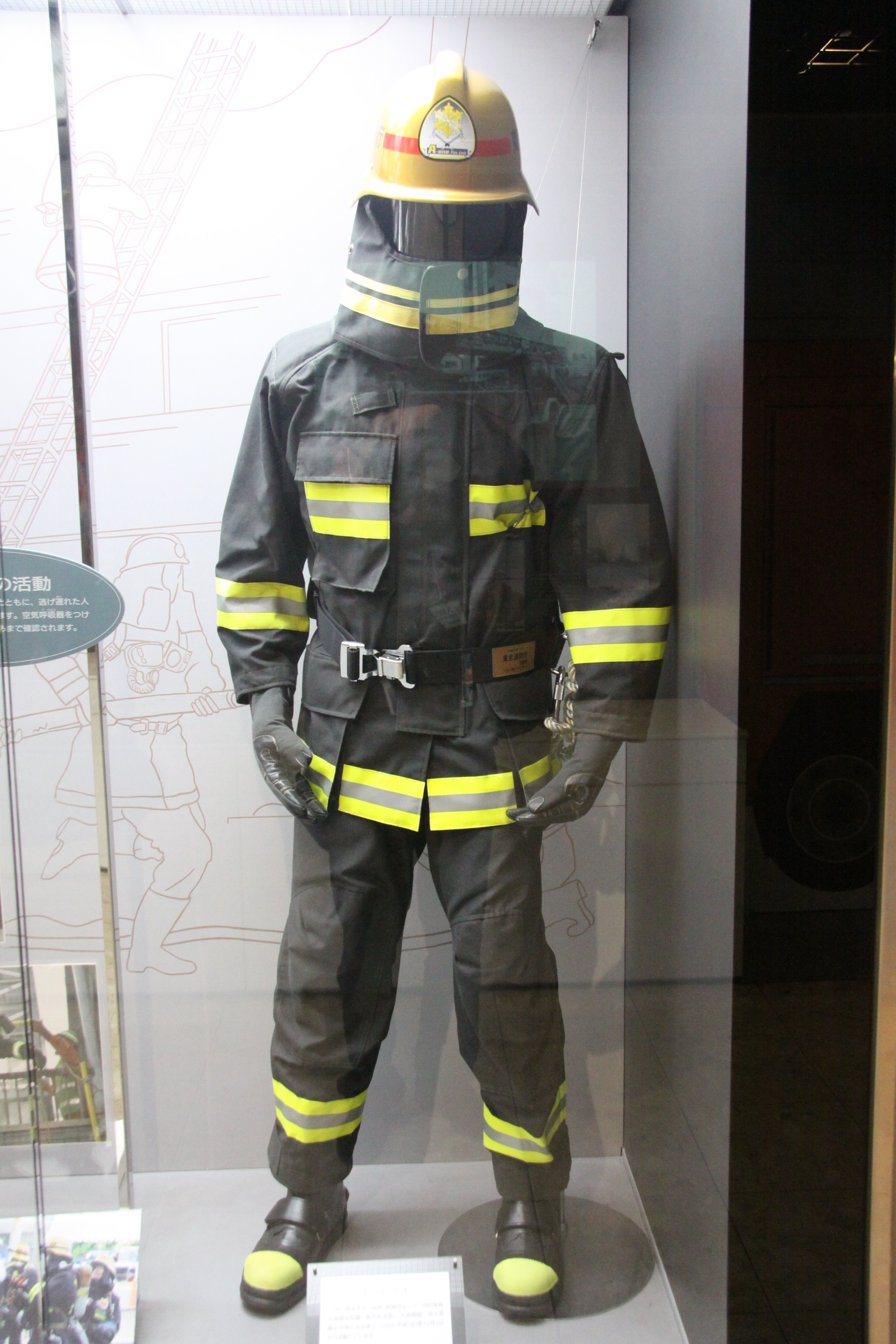
特別消火中隊の防火衣（消防博物館の展示より）

近年の多様化する消火活動に対応するため2004年に結成された消火活動に特化した中隊。初期は各方面本部単位2個中隊の計20個小隊で発足し、2006年8月4日の第三弾配備により全消防署管内ごとに1個中隊（80個中隊）が配備完了した。
救助隊がオレンジ色の活動服・防火衣で識別されるのと同様に、金色の防火帽に黒色の防火衣などで識別される（一般の消火隊は銀色の防火帽、ベージュに近い色の防火衣）。
車両は基本的には普通ポンプ車・小型ポンプ車と水槽付きポンプ車・化学車・水槽付きポンプ車（梯体付）・水槽付きポンプ車（塔体付）のいずれかの2台で構成されている。

### 指揮隊

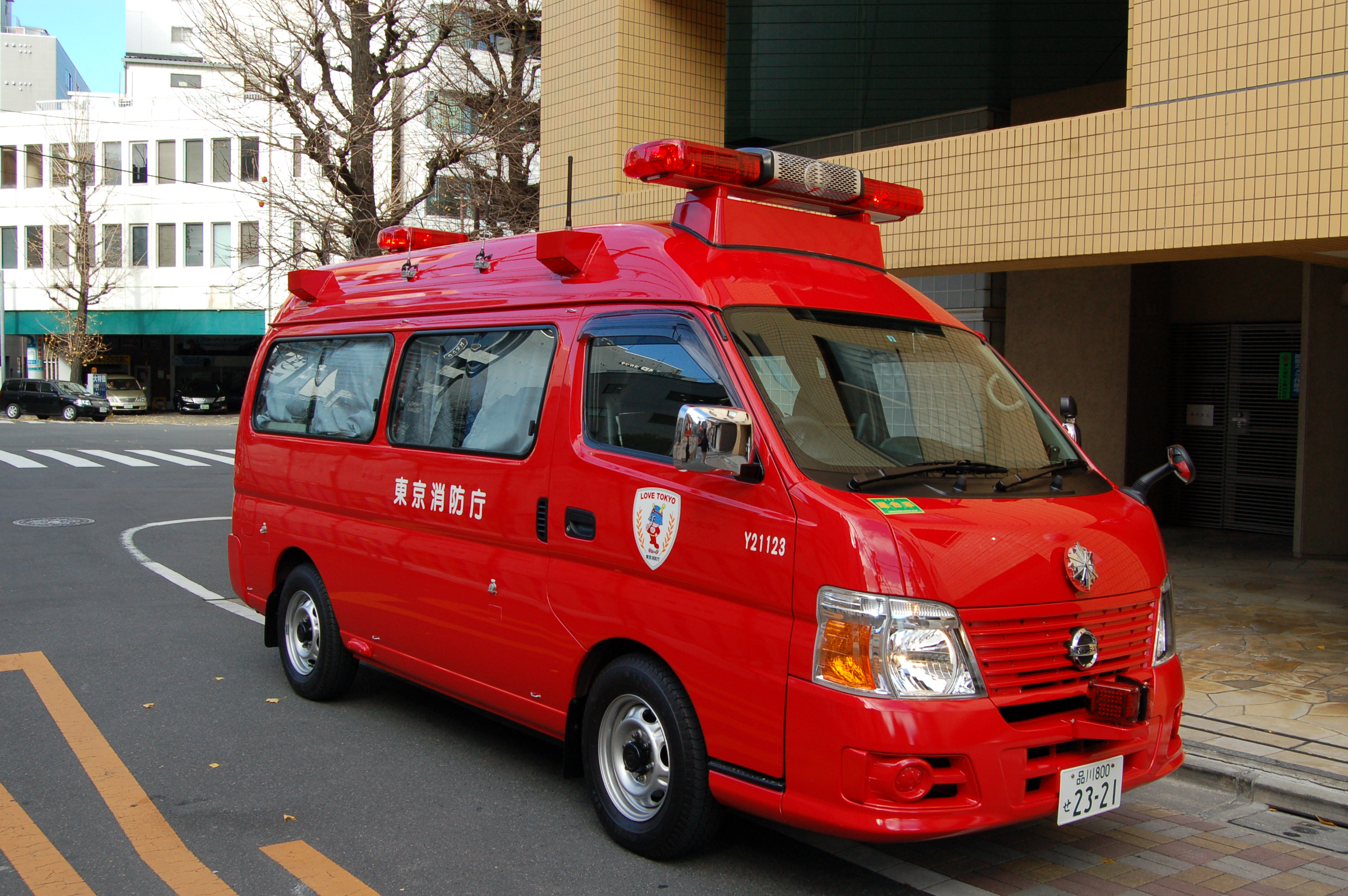
神田消防署の指揮車

災害が発生した状況や活動する消防部隊への危険など、あらゆる情報を収集して活動方針を決定し、各隊や本部へ伝える。災害活動の現場で指揮を執る大隊長（消防司令の階級の者が務める）と指揮担当・情報担当・機関員兼通信担当・伝令の5人で構成され、現場で活動する全部隊（中隊・小隊）の指揮・統制にあたる重要な部隊である。消火救出活動には直接携わらず、多数の通信・無線機器を装備した「指揮車」で出場する。
なお指揮隊車は9人乗りワンボックスをベースとしている。

#### 指揮隊の出場要件
指揮隊は、上記のような災害現場での総合指揮・統括の任務を担当している。指揮隊の出場要件は、指令室の判断もしくは大隊長の判断による。例えば東京消防庁の場合、通常の救急要請もしくはPA連携の場合には、ポンプ隊1隊+救急隊で出場するが、『自傷などの暴力を伴う事案』や『刃物などの凶器を使用した事案』など、詳細な聴取・報告が必要で、隊員に対する加害・活動の妨害を防止するため、警察との連携のもとに活動する場合などは、指揮隊を出場させる。
なお東京消防庁では、出火報や危険排除・救助活動の場合は覚知段階でその災害現場を管轄する指揮隊1隊を出場させる。指揮者は、災害現場での推移を冷静に把握・判断し、活動の適切な下命を行う。
東京消防庁では、各消防署本署と各方面本部、警防本部指揮隊（1隊）を設けている。警防部の指揮隊は、消防総監と4～5人の本庁警防部職員で構成され、東京消防庁管内で発生した多数の要救助者が発生する事故、大規模な延焼火災などに出場し、統括指揮を実施する。この「警防本部指揮隊」が動いた場合には、東京消防庁だけが保有する最も大きい指揮車「指揮統制車」（旧「警防本部指揮車」）が出動する。

### はしご隊

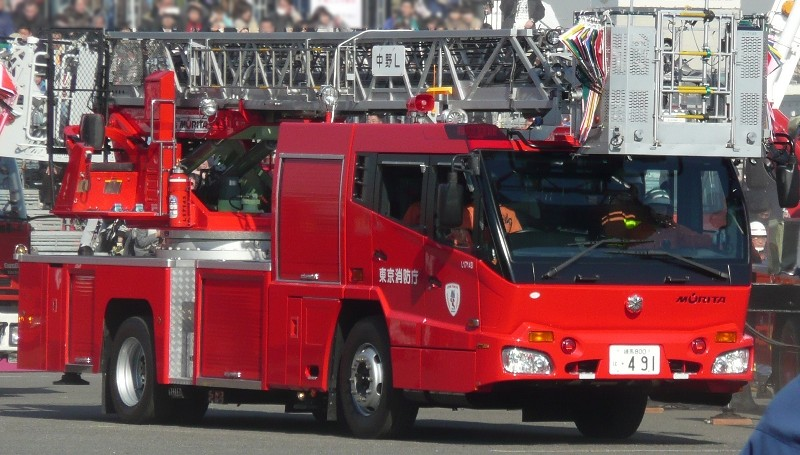
はしご車（中野L）

30m級、40m級のはしご車で高層建物などの消火・救助活動を行う。隊員には特別救助隊の予備隊員や経験者が多い。

### 水難救助隊・舟艇隊
水難救助隊は河川や海で発生する水難事故に出動し、潜水検索などの救助活動を行う部隊。消防艇や消防車で火災などの災害にも出動する。
紋章の意匠は、セントバーナードの回りが浮き輪やロープで囲まれたものである。
日本橋（浜町出張所）・高輪港（南出張所）・臨港消防署には消防艇が配備され、船長隊長、機関長、甲板長、操舵員、甲板員で構成される舟艇隊が船舶火災や水難事故、重油流出事故、水難救助隊と連携した水難救助活動などを行っている。
第一方面
- 日本橋消防署浜町出張所
  - 浜町水難救助隊
  - 浜町第1舟艇小隊  はまかぜ（第1小隊との乗り換え）
  - 浜町第2舟艇小隊  きよす（専任）
- 臨港消防署
  - 臨港水難救助隊
  - 臨港第1舟艇小隊 みやこどり
  - 臨港第2舟艇小隊 すみだ
  - 臨港第3舟艇小隊 はるみ
  - 臨港第4舟艇小隊 しぶき
  - 臨港第5舟艇小隊 はやて
- 高輪消防署港南出張所
  - 港南第1舟艇小隊 ありあけ
  - 港南第2舟艇小隊 かちどき（第1小隊との乗り換え）

第二方面
- 大森消防署 本署
  - 大森水難救助隊（大森第1小隊）が水難救助車を運用

第六方面
- 足立消防署 綾瀬出張所
  - 綾瀬水難救助隊（綾瀬第1小隊）が水難救助車を運用

第七方面
- 小岩消防署 本署
  - 小岩水難救助隊（小岩第1小隊）が水難救助車を運用

第八方面
- 調布消防署 本署
  - 調布水難救助隊（調布第1小隊）が水難救助車を運用

### 山岳救助隊

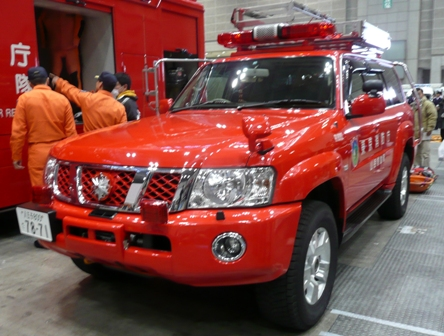
山岳救助車

山岳地域での災害時や山岳遭難・滑落事故など山岳救助事案の際に活動する部隊。ポンプ隊や特別救助隊と兼務体制になっている。車両は秋川消防署及び奥多摩消防署が日産・サファリ、青梅消防署がエルグランドをベースにした山岳救助車を使用（2013年12月現在）。八王子消防署に関しては、寄贈されたダイハツ・ハイゼットが2台1組で運用に就いている。
さらに山岳救助隊はスイフトウォーターレスキュー（急流救助）に対応している。これは、レジャー客が中州に取り残された玄倉川水難事故を機転としており、急流救助に対応できる知識・技術を持ち、専門の資機材を装備している。
紋章は、ロープで囲まれたセントバーナードと山が描かれた意匠である。
第九方面
- 八王子消防署
  - 八王子特別救助隊が兼任
- 青梅消防署
  - 青梅特別救助隊が兼任
- 秋川消防署
  - 秋川第2小隊（ポンプ隊）が兼任
- 奥多摩消防署
  - 奥多摩第1小隊（特別消火中隊）が兼任

### 化学機動中隊(HAZ-MAT)

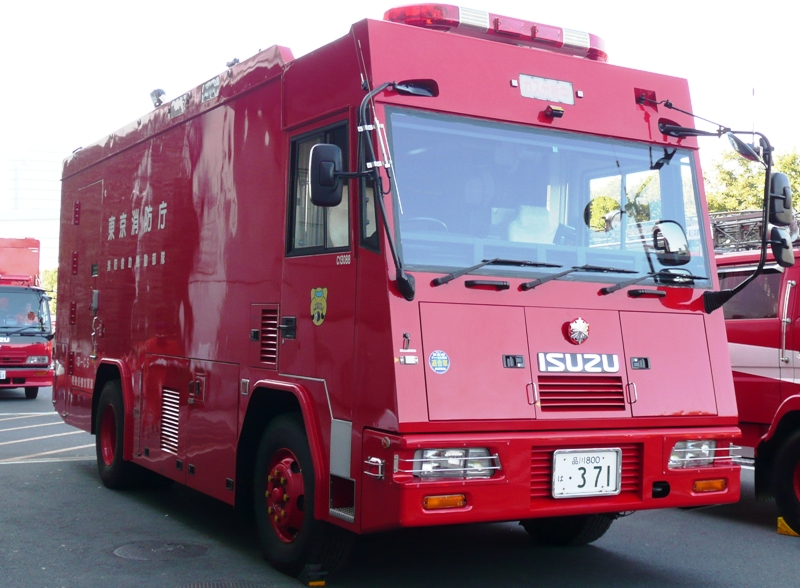
特殊災害対策車(3本部ハイパー所属・退役済み)

毒劇物や有毒ガス流出など化学災害に特化した部隊。地下鉄サリン事件でも投入された。特殊災害小隊とポンプ小隊で編成され、特災小隊は質量分析装置（GCMAS）・赤外線ガス分光装置（FTIR）や陽圧式防護衣などを搭載した特殊災害対策車に搭乗して出場する。火災などの災害時には、通常の消防隊としての活動もする。
第一方面
- 赤坂消防署
  - 赤坂化学機動中隊

第二方面
- 大井消防署
  - 大井化学機動中隊

第五方面
- 本郷消防署
  - 本郷化学機動中隊

第六方面
- 千住消防署
  - 千住化学機動中隊

第七方面
- 城東消防署
  - 大島化学機動中隊

第八方面
- 三鷹消防署
  - 三鷹化学機動中隊

第九方面
- 福生消防署
  - 福生化学機動中隊
- 日野消防署
  - 日野化学機動中隊

第十方面
- 志村消防署
  - 志村坂上化学機動中隊

### 消防活動二輪車(クイックアタッカー)

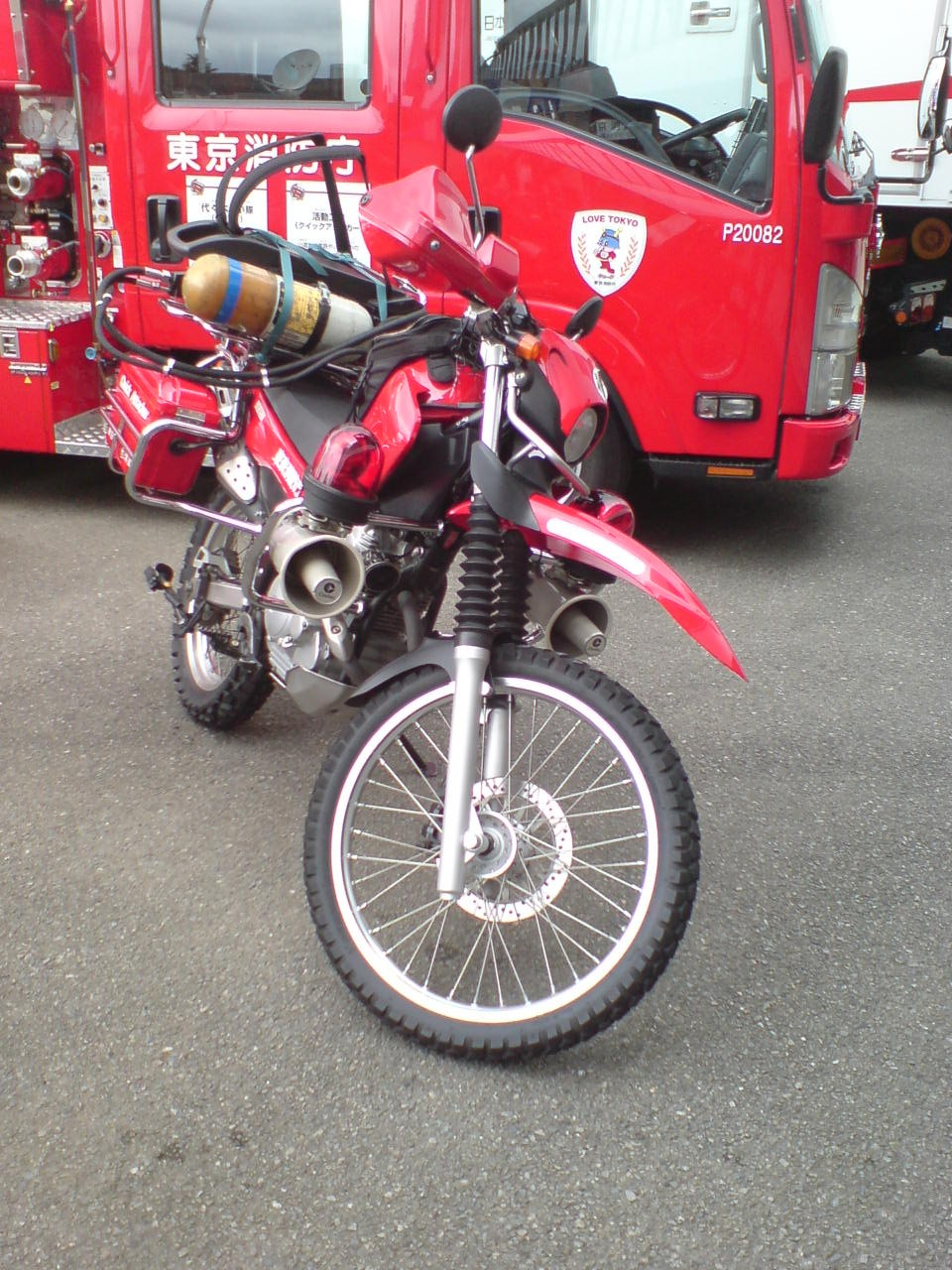
消防活動二輪車

1個小隊は消防活動二輪車（YAMAHAセロー225及び250ベース）2台、水槽付ポンプ車または普通化学車で構成され、2台ペアで運用。1台はポータブルCAFS「武蔵」（以前はインパルス消火システムだった）を装備し、もう1台は簡易救助器具、応急救護資器材を装備している。震災・水災時は1台で情報収集にあたる。
なお、配置の各消防署には予備用として、1線を退いた消防活動二輪車が、非常用消防活動二輪車として1台ずつ配置されている。
第一方面
- 日本橋消防署
  - 本署第2小隊

第二方面
- 蒲田消防署
  - 羽田出張所第2小隊「★」

第三方面
- 世田谷消防署
  - 三宿出張所化学小隊
- 渋谷消防署
  - 代々木出張所第2小隊「★」

第五方面
- 豊島消防署
  - 本署第2小隊

第六方面
- 足立消防署
  - 本署第2小隊

第七方面
- 深川消防署
  - 本署化学小隊「☆」
- 向島消防署
  - 本署化学小隊

第九方面
- 八王子消防署
  - 浅川出張所第2小隊「☆」
- 青梅消防署
  - 日向和田出張所第2小隊「★」

※「★」＝セロー250配置署所（平成18年度更新）、「☆」＝セロー250配置場所（平成22年度更新）

### 消防救助機動部隊(ハイパーレスキュー)

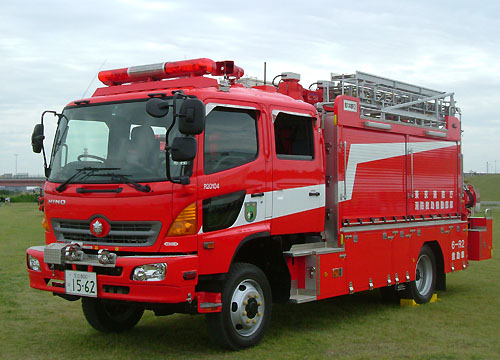
第６消防方面本部消防救助機動部隊救助工作車Ⅲ型

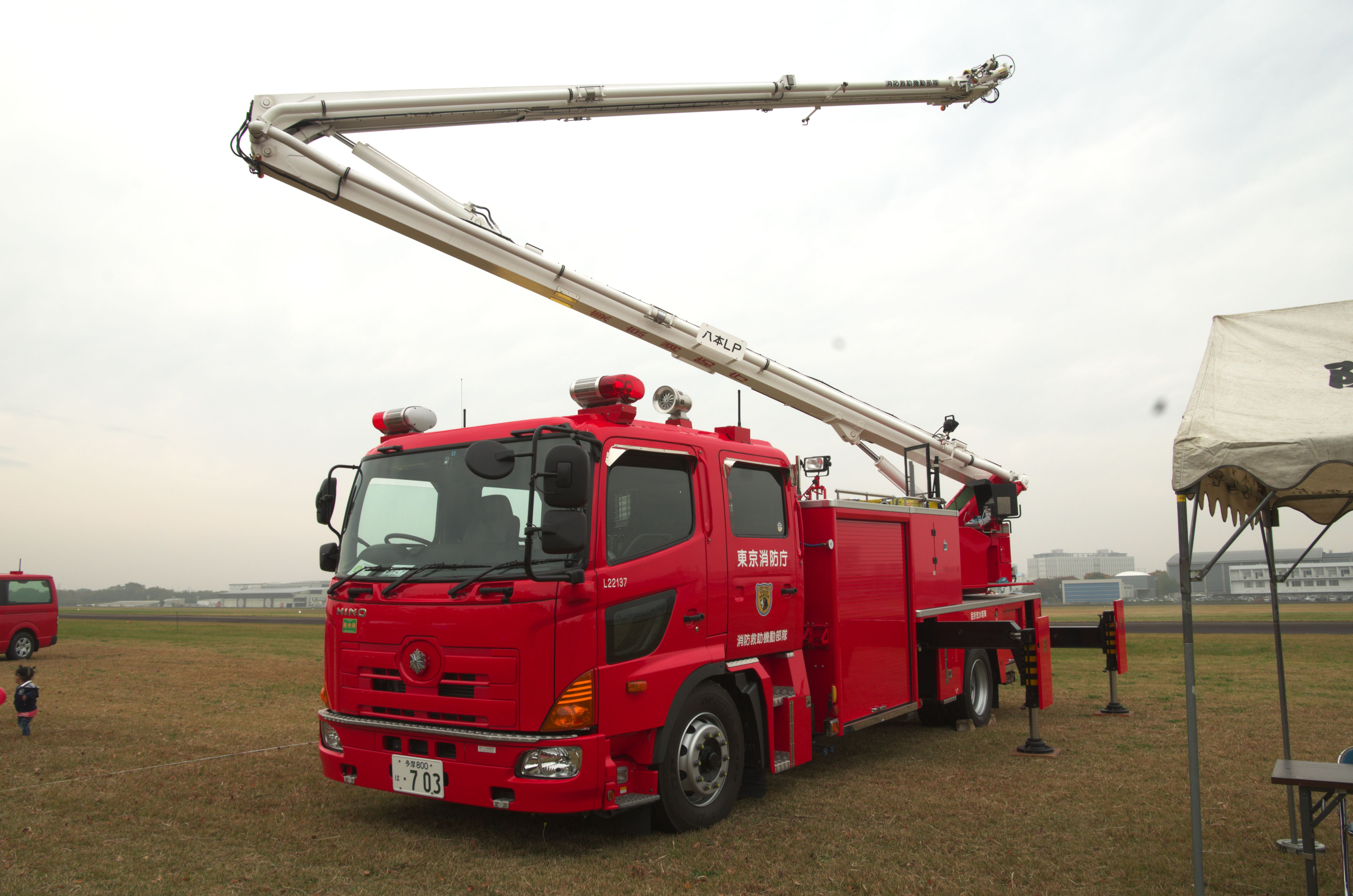
屈折放水塔車

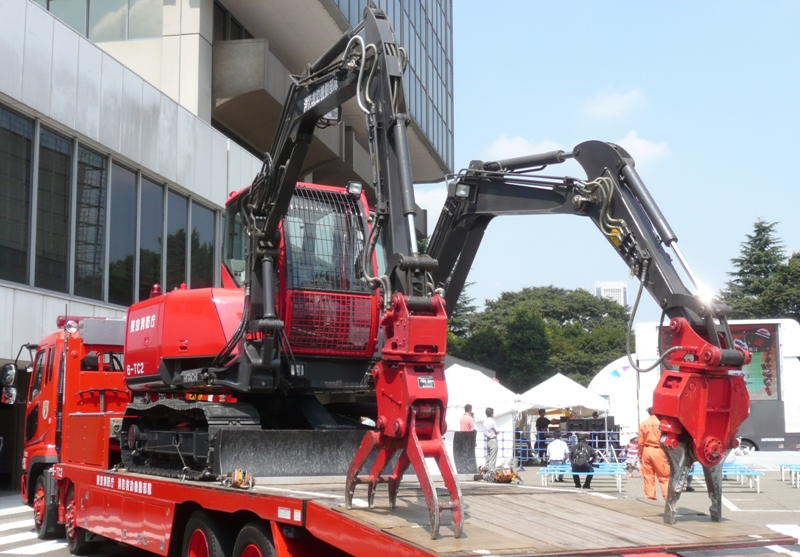
双腕重機

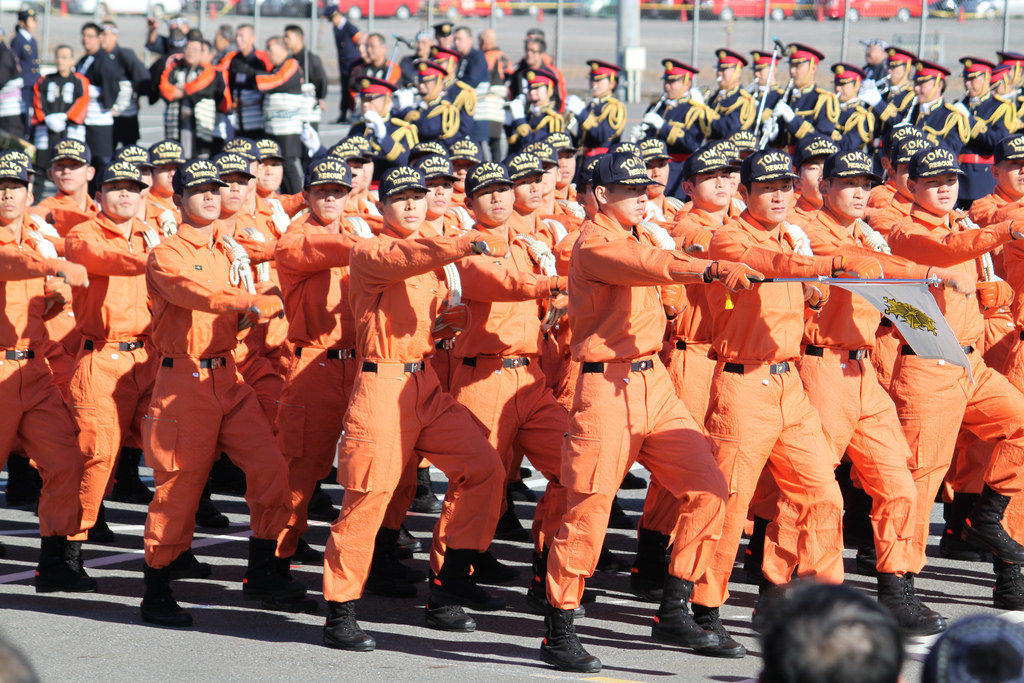
消防救助機動部隊(緊急消防援助隊)

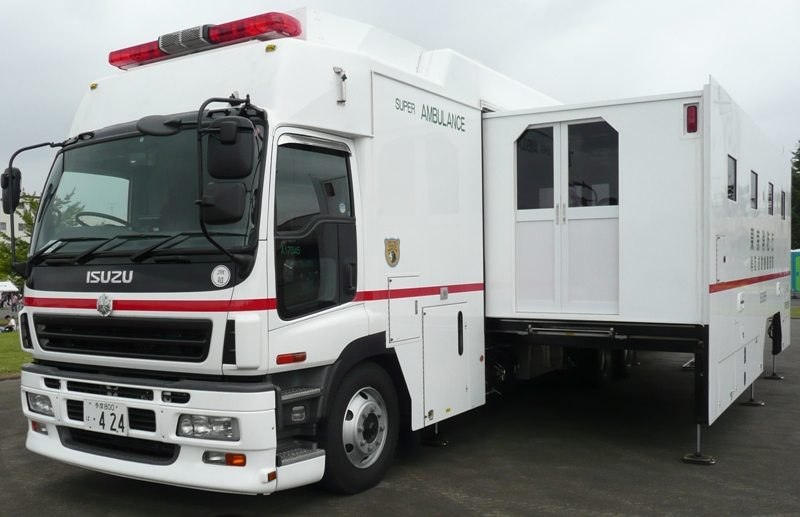
東京消防庁の特殊救急車
スーパーアンビュランス

「消防救助機動部隊（通称：ハイパーレスキュー）」とは阪神・淡路大震災を教訓として1996年（平成8年）に編成された部隊。
発足当初は第二方消防面本部（大田区）の第二消防方面本部消防救助機動部隊（2HR）と第八消防方面本部（立川市）の第八消防方面本部消防救助機動部隊（8HR）が震災対応部隊として創設された。
さらに2002年に第三消防方面本部（渋谷区）に創設された第三消防方面本部消防救助機動部隊（3HR）は毒劇物災害、生物兵器テロ・放射能災害などNBC災害対応部隊である。
2007年4月25日には第六消防方面本部（足立区）に震災及び大規模水害対応部隊である第六消防方面本部消防救助機動部隊（6HR）が新設された。
2013年3月30日には第九消防方面本部(八王子市)にNBC災害及び震災対応部隊である第九消防方面本部消防救助機動部隊（9HR）が新設された。
2016年1月6日に航空隊に空のハイパーレスキューである「航空消防救助機動部隊（通称：エアハイパーレスキュー）」を新設。
2023年4月1日に地域特性を考慮した消防救助機動部隊の再編成に伴いNBC部隊が第九消防方面本部から第八消防方面本部へ配置換え。
同部隊は国際消防救助隊や緊急消防援助隊として国内外の災害に対して常時派遣する体制を整えている。実際に新潟県中越地震では緊急消防援助隊として派遣され、土砂崩れ現状で埋没車両から92時間後に当時2歳の幼児を救出した事例がある。また福島第一原子力発電所事故では、原発の炉心溶融（メルトダウン）を防ぐため、冷却機能が失われた使用済み核燃料プールへの放水（注水）活動に従事。放射性物質放出の漂う危険な中で約23時間45分の奮闘の結果、放射線量を下げることに成功し、一般の耳目を集めた。この活動を高く評価され、第64回「都民の消防官」で特別表彰に選ばれている。
紋章は、フック付きワイヤーで囲まれたセントバーナードのバリー号が描かれたゴールドのものであり、NBC災害に対応する3本部の全車両と8本部のNBC対応車両は化学防護衣にセントバーナードが描かれた紋章を付している。
消防救助機動部隊は機動救助隊、機動特科隊、機動科学隊、機動救急救援隊で構成されている。
機動救助隊（全本部）
特別救助隊（レスキュー隊）から選抜された隊員で構成されている。機動救助隊は直接救助活動を行う部隊で四輪駆動の救助車III型（三本部を除く）や電磁波人命探査装置や画像探査装置、音響探査機など高度救助資機材を装備。
機動救急救援隊（全本部）
救急救命士や救急技術有資格者により編成される。各救助隊の救助活動の支援や負傷者の救命、後方支援にあたる部隊であり特殊救急車（スーパーアンビュランス）、大型水槽車、資材搬送車、遠距離大容量送水車（スーパーポンパー）を装備。
機動特科隊（2HR・6HR・8HR・9HR）
重機の資格を持つ隊員と25トン級の車両や重機の各種の特科車両で編成されている。クレーン車やドラグショベルの重機のほか、屈折放水塔車、大型化学車、無人放水砲車、排煙高発泡車など特殊車両を装備。
機動科学隊（3HRおよび8HR）
化学機動中隊経験者で化学災害技術の有資格者などから選抜されており、NBC災害発生時に使用するあらゆる分析装置や防護服、特殊災害対策車、除染車などを装備。
第二方面
- 第二消防方面本部 消防救助機動部隊（2HR）：震災対応

第三方面
- 第三消防方面本部 消防救助機動部隊（3HR）：NBC災害対応

第六方面
- 第六消防方面本部 消防救助機動部隊（6HR）：震災及び大規模水害対応

第八方面
- 第八消防方面本部 消防救助機動部隊（8HR）：震災及びNBC災害対応

第九方面
- 第九消防方面本部 消防救助機動部隊（9HR）：震災対応及び土砂災害対応

航空隊
- 装備部航空隊 航空消防救助機動部隊（AHR）：航空救助対応

### 航空隊

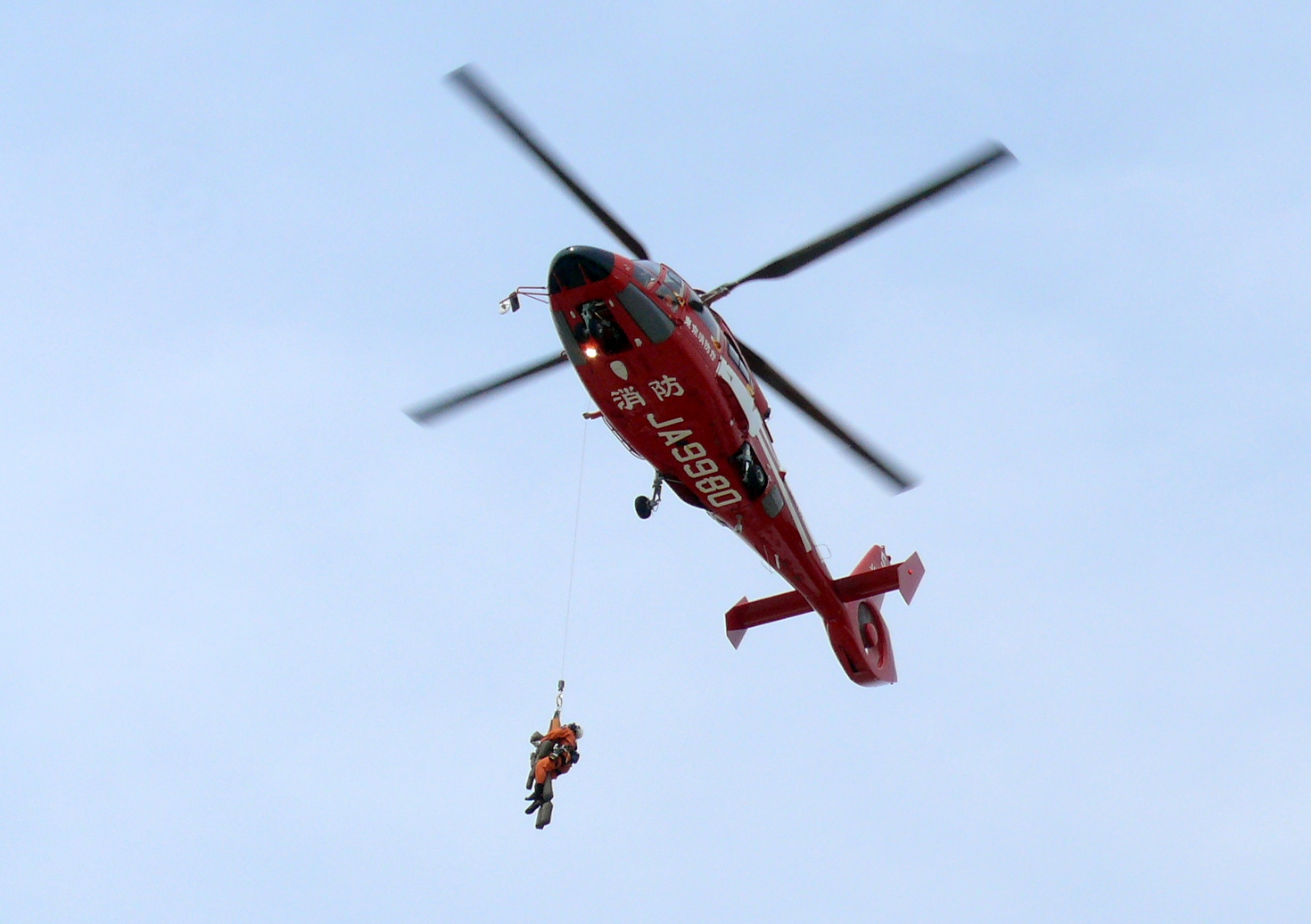
航空救助員による訓練の様子

装備部に所属する、消防ヘリコプターによる各種消防・救急・救助活動を任務とする部隊。本部は立川市の立川防災施設（立川広域防災基地内）にある。日本の消防機関の中で最初に設置された航空隊であり、1967年（昭和42年）に活動を開始した。
ヘリコプターにより、上空から消防情報活動、消防・救助活動、救急活動を行うことを任務とする。運用拠点は、立川飛行場と東京ヘリポートの二か所。
東京消防庁航空隊の操縦士（パイロット）、整備士、航空無線担当、航空消防救助機動部隊（エアハイパーレスキュー）の航空救助員（特別救助隊資格者）と航空救急員（救急救命士資格者）は全員、消防学校を卒業した消防吏員である。
- 江東航空センター（東京ヘリポート）
  - 江東飛行隊
  - 航空消防救助機動部隊（エアハイパーレスキュー） - 機動救助隊・機動救急隊
- 多摩航空センター（立川飛行場／立川広域防災基地内）
  - 多摩飛行隊
  - 航空消防救助機動部隊（エアハイパーレスキュー） - 多摩分隊

### 統合機動部隊
ロンドン同時爆破事件の教訓からラグビーワールドカップや2020年東京オリンピック、2020年東京パラリンピックが開催されることからテロ災害発生が危惧されているために創設された。同時に統合指揮隊も創設された。
大規模災害発生時にこの統合指揮隊が中核となり、情報収集や消防救助機動部隊（ハイパーレスキュー）や救急機動部隊などの東京消防庁の各部隊の統合指揮を行う。統合指揮隊にはドローンや各種通信機器や作戦拠点スペースが設けられたコマンドカーが配備された。同部隊の発隊と共に爆破テロに備え第三消防方面本部消防救助機動部隊に警視庁機動隊などに配備されている特型警備車をベースにした「救出救助車」や防爆衣も配備された。

### 即応対処部隊
2020年東京オリンピック・パラリンピックに向け、2020年2月に平成30年7月豪雨（西日本豪雨）、平成30年台風第21号、北海道胆振東部地震など近年頻発する地震や豪雨などの自然災害に対応するために創設され、4月18日に運用を開始した。ぬかるみや急斜面でも走行できるバギーの「全地形活動車」やウニモグベースの「高機動救助車」、浸水した際に水深が浅い場所でも進める「エアボート」、情報収集する「ドローン」、「重機及び搬送車」「高機能指揮支援車」、本田消防署から配置転換された救助車などが配備されており、通常の部隊が侵入困難な災害現場へ早期に侵入して情報収集や救助活動を行う部隊。警防本部直轄の部隊で即応指揮隊（各部3人）、即応救助隊（各部8人）に部隊長等を合わせて総勢42人で構成されている。

### 音楽隊・カラーガーズ隊

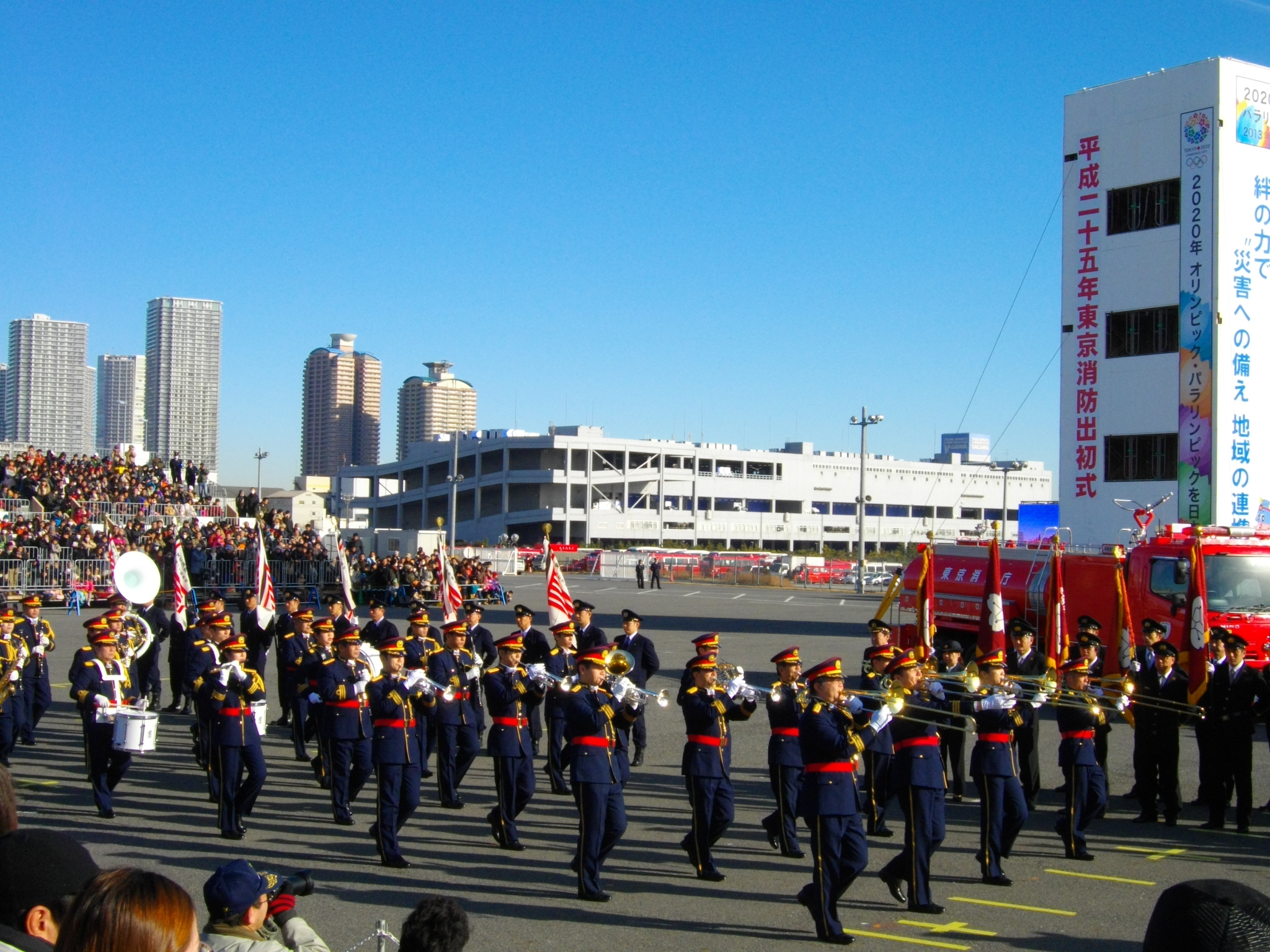
出初式に参加した東京消防庁音楽隊

総務部総務課には音楽隊・カラーガーズ隊が置かれている。東京消防音楽隊は、消防学校を経て消防署のポンプ小隊や救急隊に所属している消防吏員（消防官）の中で音楽隊員の希望者から隊員を選抜しているが、選抜される隊員の多くが音楽大学を卒業している消防官で占められている。

## 消防署一覧

### 第一消防方面本部
| 消防署                     | 住所                                 | 分署 | 出張所                                                                                    |
| -------------------------- | ------------------------------------ | ---- | ----------------------------------------------------------------------------------------- |
| 東京消防庁第一消防方面本部 | 千代田区麹町1-12 麹町消防合同庁舎2階 | なし | なし                                                                                      |
| 丸の内消防署               | 千代田区大手町1-3-5 東京消防庁構内   | なし | 有楽町 千代田区有楽町1-9-2                                                                |
| 麹町消防署                 | 千代田区麹町1-12 麹町消防合同庁舎    | なし | 永田町 千代田区永田町1-8-3                                                                |
| 神田消防署                 | 千代田区外神田4-14-3                 | なし | 三崎町 千代田区三崎町3-3-9 鍛冶町 千代田区鍛冶町2-3-2                                     |
| 京橋消防署                 | 中央区京橋3-14-1                     | なし | 築地 中央区明石町1-27 銀座 中央区銀座7-11-17                                              |
| 日本橋消防署               | 中央区日本橋兜町14-12                | なし | 堀留 中央区日本橋堀留町1-2-6 人形町 中央区日本橋人形町2-27-8 浜町 中央区日本橋浜町3-45-12 |
| 臨港消防署 (               | 中央区晴海5-8-20                     | なし | 月島 中央区勝どき4-6-3                                                                    |
| 芝消防署                   | 港区新橋6-18-15                      | なし | 芝浦 港区海岸3-4-14 三田 港区三田2-15-53                                                  |
| 麻布消防署                 | 港区元麻布3-4-42                     | なし | 飯倉 東麻布1-30-5                                                                         |
| 赤坂消防署                 | 港区南青山2-16-9                     | なし | 新町 港区赤坂6-17-6                                                                       |
| 高輪消防署                 | 港区白金2-4-12                       | なし | 三光 港区白金5-12-11 港南 港区港南5-8-34 二本榎 港区高輪2-6-17                            |

### 第二消防方面本部
| 消防署           | 住所                  | 分署                                       | 出張所                                                                                             |
| ---------------- | --------------------- | ------------------------------------------ | -------------------------------------------------------------------------------------------------- |
| 第二消防方面本部 | （大森消防署内）      | 第二方面消防救助機動部隊 大田区京浜島1-1-4 | なし                                                                                               |
| 荏原消防署       | 品川区平塚3-16-20     | なし                                       | 小山 品川区小山5-12-11 戸越 品川区戸越5-20-15 旗の台 品川区旗の台6-24-11                           |
| 大井消防署       | 品川区東大井3-6-12    | なし                                       | 滝王子 品川区大井5-17-9 八潮 品川区八潮5-8-3                                                       |
| 大森消防署       | 大田区大森東1-32-8    | なし                                       | 馬込 大田区南馬込1-53-4 市野倉 大田区中央8-1-14 山谷 大田区大森西5-17-25 森ヶ崎 大田区大森南3-33-8 |
| 蒲田消防署       | 大田区蒲田本町2-28-1  | 空港分署 大田区羽田空港1-1-2               | 羽田出張所 大田区本羽田3-1-2 六郷出張所 大田区南六郷2-33-5 ターミナル分駐所 大田区羽田空港3-3-2    |
| 品川消防署       | 品川区北品川3-7-31    | なし                                       | 大崎 品川区西品川1-7-9 五反田 品川区西五反田7-25-14 東品川 品川区東品川3-32-12                     |
| 田園調布消防署   | 大田区雪谷大塚町13-22 | なし                                       | 雪谷 大田区東雪谷4-4-1 久が原 大田区久が原2-16-3                                                   |
| 矢口消防署       | 大田区多摩川2-5-20    | なし                                       | 下丸子 大田区下丸子3-22-8 西蒲田 西蒲田7-33-1 西六郷 大田区西六郷4-1-3                             |

### 第三消防方面本部
| 消防署           | 住所                    | 分署                                                              | 出張所 |
| ---------------- | ----------------------- | ----------------------------------------------------------------- | --- |
| 第三消防方面本部 | （世田谷消防署内）      | 第三方面消防救助機動部隊 渋谷区幡ヶ谷1-13-20 （消防技術安全所内） | なし |
| 渋谷消防署       | 渋谷区神南1-8-3         | なし                                                              | 恵比寿 渋谷区恵比寿4-19-24 富ヶ谷 渋谷区富ヶ谷1-29-17 松濤 渋谷区松濤1-25-14 原宿 渋谷区代々木1-2-15 代々木 渋谷区本町1-6-6    |
| 成城消防署       | 世田谷区成城1-21-14     | なし                                                              | 烏山 世田谷区南烏山6-14-12 千歳 世田谷区千歳台4-29-9                                                                           |
| 世田谷消防署     | 世田谷区三軒茶屋2-33-21 | なし                                                              | 上北沢 世田谷区上北沢1-14-2 北沢 世田谷区北沢2-3-11 松原 世田谷区松原6-26-21 三宿 世田谷区三宿1-14-5 宮の坂 世田谷区宮坂2-15-3 |
| 玉川消防署       | 世田谷区中町3-1-19      | なし                                                              | 奥沢 世田谷区奥沢3-29-3 新町 世田谷区新町1-22-11 用賀 世田谷区玉川台1-13-10                                                    |
| 目黒消防署       | 目黒区下目黒6-1-22      | なし                                                              | 大岡山 目黒区大岡山1-37-15 中目黒 目黒区上目黒2-9-14 碑文谷 目黒区碑文谷2-11-14 八雲 目黒区八雲3-29-14                         |

### 第四消防方面本部
| 消防署           | 住所                       | 分署 | 出張所 |
| ---------------- | -------------------------- | ---- | --- |
| 第四消防方面本部 | （新宿消防署戸塚出張所内） | なし | なし |
| 牛込消防署       | 新宿区筑土八幡町5-16       | なし | 早稲田 新宿区早稲田鶴巻町504-6 |
| 荻窪消防署       | 杉並区桃井3-4-1            | なし | 天沼 杉並区天沼1-46-4 久我山 杉並区久我山2-11-7 下井草 杉並区下井草3-30-10 西荻 杉並区西荻南2-2-4                                                                     |
| 新宿消防署       | 新宿区百人町3-29-4         | なし | 大久保 新宿区新宿6-27-43 落合 新宿区中落合3-7-1 戸塚 新宿区大久保3-14-26 西新宿 新宿区西新宿3-7-38                                                                    |
| 杉並消防署       | 杉並区阿佐谷南3-4-3        | なし | 阿佐ケ谷 杉並区阿佐谷北4-29-10 永福 杉並区下高井戸2-21-37 高円寺 杉並区高円寺南5-20-8 高井戸 杉並区高井戸東3-32-2 堀ノ内 杉並区堀ノ内2-12-17 馬橋 杉並区高円寺南3-8-1 |
| 中野消防署       | 中野区中央3-25-3           | なし | 南中野 中野区南台2-47-8 宮園 中野区中央2-18-24 東中野 中野区上高田1-1-7                                                                                               |
| 野方消防署       | 中野区丸山2-21-1           | なし | 江古田 中野区江古田2-2-7 大和 中野区大和町2-2-15 鷲宮 中野区鷺宮5-24-25                                                                                               |
| 四谷消防署       | 新宿区四谷3-10 消防博物館  | なし | 新宿御苑 新宿区新宿1-8-3 |

### 第五消防方面本部
| 消防署           | 住所                | 分署 | 出張所                                                                                    |
| ---------------- | ------------------- | ---- | ----------------------------------------------------------------------------------------- |
| 第五消防方面本部 | （池袋消防署内）    | なし | なし                                                                                      |
| 赤羽消防署       | 北区赤羽南1-10-4    | なし | 赤羽台 北区赤羽台2-4-41 浮間 北区浮間3-13-15 志茂 北区志茂2-34-15 西が丘 北区西が丘1-48-6 |
| 池袋消防署       | 豊島区西池袋2-37-8  | なし | 高松 豊島区高松1-2-4 長崎 豊島区長崎3-7-5                                                 |
| 王子消防署       | 北区王子4-28-1      | なし | 十条 北区中十条1-7-10 東十条 北区東十条3-6-6                                              |
| 小石川消防署     | 文京区白山3-3-1     | なし | 老松 文京区目白台1-20-14 大塚 文京区大塚4-45-14                                           |
| 滝野川消防署     | 北区西ヶ原2-1-1     | なし | 三軒家 北区滝野川5-39-3 田端 北区田端新町1-20-12                                          |
| 豊島消防署       | 豊島区東池袋3-19-20 | なし | 巣鴨 豊島区巣鴨4-30-8 目白 豊島区目白2-10-3                                               |
| 本郷消防署       | 文京区本郷7-1-11    | なし | 駒込 文京区本駒込3-1-7 根津 文京区弥生1-2-19                                              |

### 第六消防方面本部
| 消防署           | 住所                 | 分署                                      | 出張所 |
| ---------------- | -------------------- | ----------------------------------------- | --- |
| 第六消防方面本部 | 台東区蔵前2-10-9     | 第六方面消防救助機動部隊 足立区新田3-37-1 | なし |
| 浅草消防署       | 台東区駒形1-5-8      | なし                                      | 浅草橋 台東区浅草橋3-10-5                                                                                 |
| 足立消防署       | 足立区梅島2-1-1      | なし                                      | 綾瀬 足立区西綾瀬3-17-20 大谷田 足立区東和4-23-7 神明 足立区神明南1-13-9 淵江 足立区竹の塚7-1-18          |
| 荒川消防署       | 荒川区荒川2-1-13     | なし                                      | 音無川 荒川区西日暮里2-19-9 汐入 荒川区南千住8-2-4 日暮里 荒川区東日暮里3-9-26 南千住 荒川区南千住6-59-17 |
| 上野消防署       | 台東区東上野5-2-9    | なし                                      | 下谷 台東区下谷2-13-1 谷中 台東区谷中1-1-25                                                               |
| 尾久消防署       | 荒川区東尾久8-44-4   | なし                                      | 尾竹橋 荒川区町屋6-32-5 下尾久 荒川区東尾久3-5-4                                                          |
| 千住消防署       | 足立区千住中居町9-14 | なし                                      | 旭町 足立区千住東2-21-7 宮城 足立区宮城1-6-5                                                              |
| 西新井消防署     | 足立区伊興2-5-11     | なし                                      | 大師前 足立区栗原3-10-28 上沼田 足立区江北3-40-24 本木 足立区本木南町24-14 舎人 足立区舎人2-18-12         |
| 日本堤消防署     | 台東区千束4-1-1      | なし                                      | 二天門 台東区浅草2-35-9 今戸 台東区今戸2-33-3                                                             |

### 第七消防方面本部
| 消防署           | 住所                       | 分署                 | 出張所                                                                                           |
| ---------------- | -------------------------- | -------------------- | ------------------------------------------------------------------------------------------------ |
| 第七消防方面本部 | （深川消防署森下出張所内） | なし                 | なし                                                                                             |
| 江戸川消防署     | 江戸川区中央2-9-13         | なし                 | 小松川 江戸川区平井1-8-8 瑞江 江戸川区西瑞江3-26                                                 |
| 葛西消防署       | 江戸川区中葛西1-29-1       | なし                 | 船堀 江戸川区船堀6-11-17 南葛西 江戸川区南葛西4-4-12                                             |
| 金町消防署       | 葛飾区金町4-15-20          | なし                 | 亀有 葛飾区亀有1-26-5 柴又 葛飾区柴又5-8-6 水元 葛飾区水元3-11-1                                 |
| 小岩消防署       | 江戸川区鹿骨2-42-11        | なし                 | 北小岩 江戸川区北小岩3-1-20 篠崎 江戸川区南篠崎町5-13-1 南小岩 江戸川区南小岩5-13-13             |
| 城東消防署       | 江東区亀戸6-42-9           | なし                 | 大島 江東区大島5-46-5 砂町 江東区北砂4-7-40 東砂 江東区東砂7-11-5                                |
| 深川消防署       | 江東区木場3-18-10          | 有明 江東区有明3-4-2 | 永代 江東区永代2-12-3 枝川 江東区枝川3-2-1 豊洲 江東区豊洲2-2-23 森下 江東区森下5-1-4            |
| 本所消防署       | 墨田区横川4-6-6            | なし                 | 小梅 墨田区向島3-36-12 東駒形 墨田区東駒形3-5-8 錦糸町 墨田区江東橋1-16-5                        |
| 本田消防署       | 葛飾区東立石3-12-7         | なし                 | 青戸 葛飾区青戸5-5-8 奥戸 葛飾区奥戸8-10-9 上平井 葛飾区東新小岩7-1-9 南綾瀬 葛飾区東堀切2-28-25 |
| 向島消防署       | 墨田区東向島6-22-3         | なし                 | 墨田 墨田区墨田5-16-2 立花 墨田区立花5-9-3                                                       |

### 第八消防方面本部
| 消防署           | 住所                                   | 分署                                  | 出張所                                                                                           |
| ---------------- | -------------------------------------- | ------------------------------------- | ------------------------------------------------------------------------------------------------ |
| 第八消防方面本部 | （立川消防署内）                       | 第八方面本部消防救助機動部隊 左に同じ | なし                                                                                             |
| 昭島消防署       | 昭島市松原町1-14-1                     | なし                                  | 大神 昭島市つつじが丘3-2-2 昭和 昭島市もくせいの杜1-5-50                                         |
| 北多摩西部消防署 | 東大和市上北台1-956-1                  | なし                                  | 東大和 東大和市仲原3-2-6 武蔵村山 武蔵村山市榎1-1-36                                             |
| 清瀬消防署       | 清瀬市中清戸2-850-1                    | なし                                  | 竹丘 清瀬市竹丘2-7-6                                                                             |
| 小金井消防署     | 小金井市本町6-6-1                      | なし                                  | 緑町 小金井市緑町2-2-42                                                                          |
| 国分寺消防署     | 国分寺市泉町2-2-3                      | なし                                  | 戸倉 国分寺市新町1-14-8 西元 国分寺市西元町1-13-31                                               |
| 小平消防署       | 小平市仲町21                           | なし                                  | 小川 小平市小川町1-208-1 花小金井 小平市花小金井6-12-1                                           |
| 狛江消防署       | 狛江市和泉本町1-23-10                  | なし                                  | 猪方 狛江市猪方2-5-16                                                                            |
| 立川消防署       | 立川市泉町1156-1（立川広域防災基地内） | なし                                  | 国立 国立市富士見台3-1-2 砂川 立川市砂川町3-43-4 錦町 立川市錦町3-6-18 谷保 国立市富士見台1-44-5 |
| 調布消防署       | 調布市下石原1-16-1                     | なし                                  | 国領 調布市国領町7-50-8 つつじヶ丘 調布市西つつじヶ丘3-8-3 深大寺 調布市深大寺東町5-25-11        |
| 西東京消防署     | 西東京市中町1-1-6                      | なし                                  | 田無 西東京市向台町2-3-6 西原 西東京市西原町2-1-14 保谷 西東京市下保谷1-2-4                      |
| 東村山消防署     | 東村山市美住町2-28-16                  | なし                                  | 秋津 東村山市秋津町2-31-41 本町 東村山市本町1-1-2                                                |
| 府中消防署       | 府中市寿町1-5                          | なし                                  | 是政 府中市是政2-12-5 栄町 府中市栄町3-1-4 朝日 府中市朝日町3-13 分梅 府中市分梅町5-9-7          |
| 三鷹消防署       | 三鷹市下連雀9-2-17                     | なし                                  | 大沢 三鷹市大沢3-9-17 下連雀 三鷹市下連雀4-15-28 牟礼 三鷹市牟礼2-6-17                           |
| 武蔵野消防署     | 武蔵野市吉祥寺北町4-6-1                | なし                                  | 吉祥寺 武蔵野市吉祥寺東町1-1-21 武蔵境 武蔵野市境南町1-26-38                                     |
| 東久留米消防署   | 東久留米市幸町3-4-34                   | なし                                  | 新川 東久留米市新川町2-3-11                                                                      |

### 第九消防方面本部
| 消防署           | 住所                         | 分署                                         | 出張所 |
| ---------------- | ---------------------------- | -------------------------------------------- | --- |
| 第九消防方面本部 | （八王子消防署小宮出張所内） | 第九方面消防救助機動部隊 八王子市鑓水2-108-2 | なし |
| 秋川消防署       | あきる野市伊奈466            | なし                                         | 秋留台 あきる野市秋川5-6-2 檜原 西多摩郡檜原村526 |
| 青梅消防署       | 青梅市師岡町3-2-5            | なし                                         | 長淵 青梅市長淵3-203-3 日向和田 青梅市日向和田2-309-1 |
| 奥多摩消防署     | 西多摩郡奥多摩町氷川952      | なし                                         | なし |
| 多摩消防署       | 多摩市諏訪1-69               | なし                                         | 多摩センター 多摩市鶴牧1-27-1 |
| 八王子消防署     | 八王子市上野町33             | 由木 八王子市下柚木542-8                     | 浅川 八王子市東浅川町882-2 北野 八王子市北野町575-1 小宮 八王子市石川町2099-2 元八王子 八王子市大楽寺町366-1 楢原 八王子市楢原町501 みなみ野 八王子市大船町1044-2 |
| 日野消防署       | 日野市神明2-14-3             | なし                                         | 高幡 日野市高幡714 豊田 日野市東平山3-1-23 |
| 福生消防署       | 福生市福生1072               | なし                                         | 熊川 福生市熊川1297 羽村 羽村市栄町2-21-9 瑞穂 西多摩郡瑞穂町箱根ヶ崎2353                                                                                         |
| 町田消防署       | 町田市本町田2380-3           | なし                                         | 忠生 町田市忠生3-6-1 鶴川 町田市鶴川3-2-4 成瀬 町田市成瀬8-9-20 西町田 町田市相原町45-3 南 町田市金森4-5-2 原町田分駐所 町田市原町田4-24-6                        |

### 第十消防方面本部
| 消防署           | 住所                         | 分署 | 出張所 |
| ---------------- | ---------------------------- | ---- | --- |
| 第十消防方面本部 | （光が丘消防署北町出張所内） | なし | なし |
| 石神井消防署     | 練馬区下石神井5-16-8         | なし | 石神井公園 練馬区石神井町2-16-1 大泉 練馬区東大泉6-34-44 大泉学園 練馬区大泉学園町1-7-11 関町 練馬区関町北1-5-14          |
| 板橋消防署       | 板橋区板橋2-60-15            | なし | 小茂根 板橋区小茂根2-14-10 常盤台 板橋区南常盤台2-5-12                                                                    |
| 志村消防署       | 板橋区相生町17-1             | なし | 赤塚 板橋区赤塚3-1-10 高島平 板橋区高島平3-12-10 志村坂上 板橋区志村1-10-15 成増 板橋区成増1-30-12 蓮根 板橋区坂下2-32-28 |
| 練馬消防署       | 練馬区豊玉北5-1-8            | なし | 平和台 練馬区平和台4-9-3 貫井 練馬区貫井5-17-4                                                                            |
| 光が丘消防署     | 練馬区光が丘2-9-1            | なし | 北町 練馬区北町3-10-14 |

## 関連団体

### 政策連携団体
- 公益財団法人東京防災救急協会

## 車両記号
東京消防庁の消防車両には、1台ごとに整理番号と呼ばれる庁独自の車両管理番号が付与されている。整理番号はドアに表示されており、原則として、車両導入から廃車まで変わることがない。
東京消防庁の整理番号
| P          | 29               | 077      |
| ---------- | ---------------- | -------- |
| 車両の種類 | 導入年度（元号） | 固有番号 |

例の場合は、Pがポンプ車、29077が平成29年度の077号車である。この法則は昭和53（1978）年度導入車から用いられている。なお、昭和40（1965）年度導入車から昭和52（1977）年度導入車までは固有番号が2桁のものと3桁のものが混在していた。

## 広報・運動

### 施設

#### 博物館・防災館
東京消防庁は、緊急救急・火災・震災などの災害対応の体験型学習施設として4箇所の博物館・防災館を開設している。
- 消防博物館（新宿区四谷）
- 本所防災館（墨田区横川）
- 池袋防災館（豊島区西池袋）
- 立川防災館（立川市泉町）

#### マスコットキャラクター
- キュータ

#### 主な式典・イベント・運動
- 東京消防出初式（毎年１月６日）
- 火災予防運動
  - はいだしょうこ - ポスターモデルに協力、消防総監感謝状[44]
- 一日消防署長 - 岩佐真悠子（2006年）、菊川怜（2007年）、加藤綾子（2017年）[45]

## 表彰・栄章
- 表彰歴章
  - 消防庁長官表彰顕功章
  - 消防庁長官表彰特別功労章
  - 消防庁長官表彰功労章
  - 消防庁長官表彰功績章
  - 消防庁長官表彰永年勤続功労章
  - 消防庁長官表彰国際協力功労章
- 都民の消防官

## トピック
- 本部庁舎は軒高61ｍ、鉄塔部58ｍの総高119ｍと、通報番号と同じ数字である。アンテナ部は鉄塔本体までが111mで、建設当初はその鉄塔の上に7.5メートルの避雷針をつける予定であった。しかし、消防の広報効果を考えた結果、避雷針を50cm長い8mに設計変更して「119」メートルの高さになった[46]。
- 2019年9月25日は東京消防庁管内（都内の稲城市や島しょ部を除く区域）初の、火災の発生がなく終わった一日となった。統計を取り始めた1952年以降初めての記録である（2018年の統計では日平均10件以上の火災が発生している）[47]。

## 不祥事・事故

### 活動中のミス・事故
- 2019年10月13日 - 台風19号による被害に遭った福島県いわき市の女性（77歳）をヘリコプターで救助する際に、女性を支える安全ベルトのフックをヘリのワイヤに付け忘れ、機内に収容する際に過って高さ約40メートルから落下させ、死亡させた。福島県警は12月10日、東京消防庁の32歳と33歳の男性消防士長2人を業務上過失致死の疑いで書類送検した。2人とも容疑を認めている。

### 職員による不祥事

#### 職員10人が関与した消防学校における研修生に対する暴行（2012年、2013年）
- 2014年2月10日（処分日） - 2013年10月、本庁に匿名の投書があり、2012年と2013年に消防学校で計3回行われたレスキュー隊員候補者向けの研修で研修生に対し、講師を務めていた第8方面本部の男性消防士長（36歳）ら6人が返事が遅いことなどを理由に訓練生の顔を殴ったり尻を蹴ったりし、3人に軽傷を負わせる暴行を行った。また、研修の責任者だった教養課の男性消防司令（48）ら4人は暴行が学校長らに伝わらないよう、上司が訓練の視察に来た際は講師に無線で知らせるなどしていた。2014年2月10日、東京消防庁は男性消防士長（同日付で依願退職）ら6人を停職1～6カ月の懲戒処分にし、暴行を黙認したとして、男性消防司令ら4人も減給や停職の懲戒処分とした[27]。

#### その他
- 2014年11月20日 - 後輩の消防士8人に賞味期限切れの温泉卵を無理やり口に押し込んだり、首を絞めるプロレス技を掛けて気絶寸前に追い込んだりしたとして、赤羽消防署の男性消防副士長（57歳）を11月20日付で停職6か月の懲戒処分にした。同日付で男性消防副士長は依願退職。2014年8月、同署の女性消防士（20代）が退職したいと上司に申し出たことで事実が発覚した。女性消防士は副士長と同じ勤務班で、「目を閉じろ」などと命令されて、賞味期限切れの温泉卵を3回にわたり口に入れられたり、顔に粘着テープや包帯を巻き付けられた状態で写真を撮影されたりしていたという。本庁が詳しく調査した結果、2009年以降、女性消防士を含めた20～27歳の消防士ら計8人にパワハラを行っていたことが明らかになった。8人はいずれもパワハラを受けた当時、副士長と同じ勤務班で、プロレス技をかけられたり、火薬入りのおもちゃのピストルを口の中に入れられたりしていた。実際に背中や脇腹を撃たれた職員もいたという。業務上のミスなどパワハラのきっかけになるようなことはなかったが、突然、「給料泥棒」などと怒鳴られることもあった。副士長は署に同庁の調査が入ると、「LINEでの自分とのやり取りを消せ」などと証拠隠滅を指示。頭から清涼飲料水をかけられ、「何も言うなよ」などと脅された男性消防士もいたという[48]。
- 2016年7月 - 練馬消防署の消防士長が、2013年4月から2015年3月まで、立ち入り検査をしていないにもかかわらず、実施したように見せかけるなどの不正な書類作成した。これにより、職員10人に手当として合わせて1万2300円が支給された。消防士長は「検査をしなかったことで自分の評価が下がるのが困る」と、不正を行った理由を話している。東京消防庁は消防士長を停職4ヵ月の懲戒処分とした[49]。
- 2017年3月31日 - 石神井消防署の男性消防士長（28歳）が、東武東上線川越駅のビルで女性（30代）の尻を触ったとして、2月4日夕、埼玉県警察に県迷惑行為防止条例違反で現行犯逮捕された。川越駅付近ではこの日、同様の被害が相次ぎ、消防士長は他に3件、強制わいせつ容疑などで再逮捕や追送検され、いずれも処分保留となっていた。東京消防庁は3月31日、男性消防士長を停職6か月の懲戒処分とした。男性消防士長は同日付で依願退職[50]。
- 2017年3月31日 - 本郷消防署の男性消防士長（50歳）が、酔って同僚の男性消防士を殴ったとして、3月31日、東京消防庁は停職1か月の懲戒処分とした[50]。
- 2017年3月31日 - 麻布消防署の男性消防士（25歳）が、酒を飲んでミニバイクを2人乗り運転したなどとして、3月31日、東京消防庁は停職4か月の懲戒処分とした[50]。
- 2019年2月4日 - 本田消防署の男性消防士長（49歳）が、2012年4月～2018年12月、電車やバスで通勤したと偽り、実際には自転車で通勤し6年以上にわたり通勤手当を不正受給したとして、東京消防庁は男性消防士長を減給100分の20（3か月）の懲戒処分とした。近隣のマンション住民から、「敷地内に違法駐輪している消防職員がいる」との通報で発覚した。不正に受給した通勤手当の総額は約49万円[51]。
- 2019年10月31日 - 牛込消防署の男性消防副士長（28歳）が、9月2日に女性を救急搬送。当初のメールは事務的なやりとりだったが、2回目に「話をしたい」との内容を送信した。女性の知人男性が本庁に連絡して発覚した。男性消防副士長は「男女関係への発展を期待していた」と話しているという。東京消防庁男性消防副士長を10月31日、減給100分の20（3カ月）の懲戒処分にした[52]。
- 2019年12月25日 - 世田谷消防署の男性消防司令（37歳）が、東急田園都市線溝の口駅ホームで女性のスカート内を小型カメラで盗撮。聞き取りに「ストレス発散のため数年前に始めた」と話したという。12月25日、本庁は男性消防司令を停職4か月の懲戒処分とした。男性消防司令は同日付で依願退職[53]。
- 2020年3月2日 - 東京消防庁の男性消防士（25歳）が、3月2日午前0時15分ごろ、自宅近くの県道で、酒気帯び状態で乗用車を運転。住宅の石垣や信号柱に衝突する事故を起こした。神奈川県伊勢原警察署は男性消防士を道交法違反（酒気帯び運転）の疑いで現行犯逮捕。伊勢原警察署によると、現場近くの交差点で赤信号を無視した男性消防士の車をパトカーが発見した。周辺を捜索したところ、衝突現場を確認。呼気から基準値以上のアルコールを検出したという[54]。
- 2020年3月31日 - 2019年12月11日に牛込消防署の男性消防司令（40代）が自殺。2018年10月以降、業務量が増え体調を崩していたという。休職はしなかったが、「仕事が進まない」と周囲に話していた。牛込消防署署長男性消防監（56歳）に男性消防司令がパワハラを受けていたと投書がある東京消防庁が調査していた。本庁は12月26日付で男性消防監を人事部に異動させ、弁護士の意見を踏まえて調べていた。本庁は「不適切な指示があり、職員の死亡に一定の影響があったと推測される」とした一方、「業務の指示を逸脱しておらず、直ちにハラスメントと認定するに至らない」としている。過重労働と自殺との因果関係も不明としている。しかし過重労働を放置していたとして、3月31日、前牛込消防署長の男性消防監（56歳、人事部付）を戒告の懲戒処分とした。男性消防監は同日付で依願退職[55][56]。
- 2022年11月22日 - 野方署の消防士が特殊詐欺事件に関与したとして逮捕された。寮を調べると高齢者の名簿が見つかった。中野区が野方署に提供した名簿をこの消防士が持ち出した可能性がある[57]。